# Регентство Марії Крістіни Австрійської

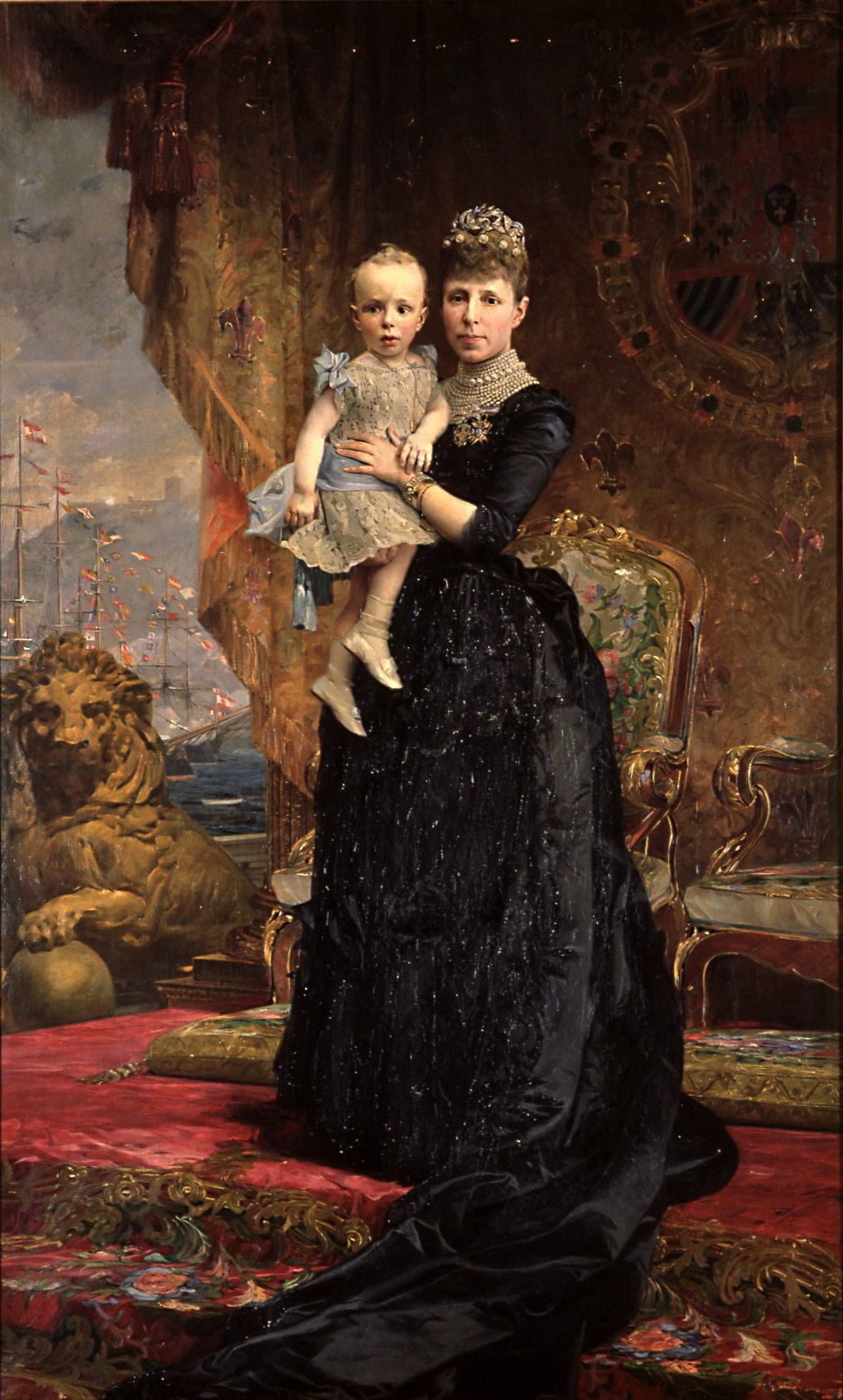
Королева-регент Марія Крістіна Австрійська та Альфонсо XIII (1890), картина маслом Антоні Каба, Королівська каталонська академія образотворчих мистецтв Сант-Жорді (Барселона).

Марія Крістіна Австрійська була регентом Іспанії від смерті свого чоловіка, Альфонсо XII, у листопаді 1885 року, доки їх синові, Альфонсо XIII, не виповнилося шістнадцять років і він присягнув Конституції 1876 року у травні 1902 року. Королева Марія Крістіна була вагітна, коли помер її чоловік, і у травні 1886 року народила короля Альфонсо XIII.
За словами історика Мануеля Суареса Кортіни, «Регентство було особливо значущим періодом в історії Іспанії, тому що в ті роки наприкінці століття система пережила свою стабілізацію, розвиток ліберальної політики, а також появу великих тріщин. що на міжнародній арені знайшли відображення спочатку в колоніальній війні, а пізніше зі Сполученими Штатами, що спричинило військову та дипломатичну поразку, яка призвела до втрати колоній після Паризького договору 1898 р. У внутрішній сфері іспанське суспільство зазнав значної мутації з появою таких важливих політичних реалій, як поява регіоналізму та периферійного націоналізму, зміцнення робітничого руху подвійної приналежності, соціалістичного й анархістського, а також стійку стійкість, хоча й зменшується, республіканського й карлістської опозиції».

## Смерть Альфонсо XII і «пакт Ель Пардо»

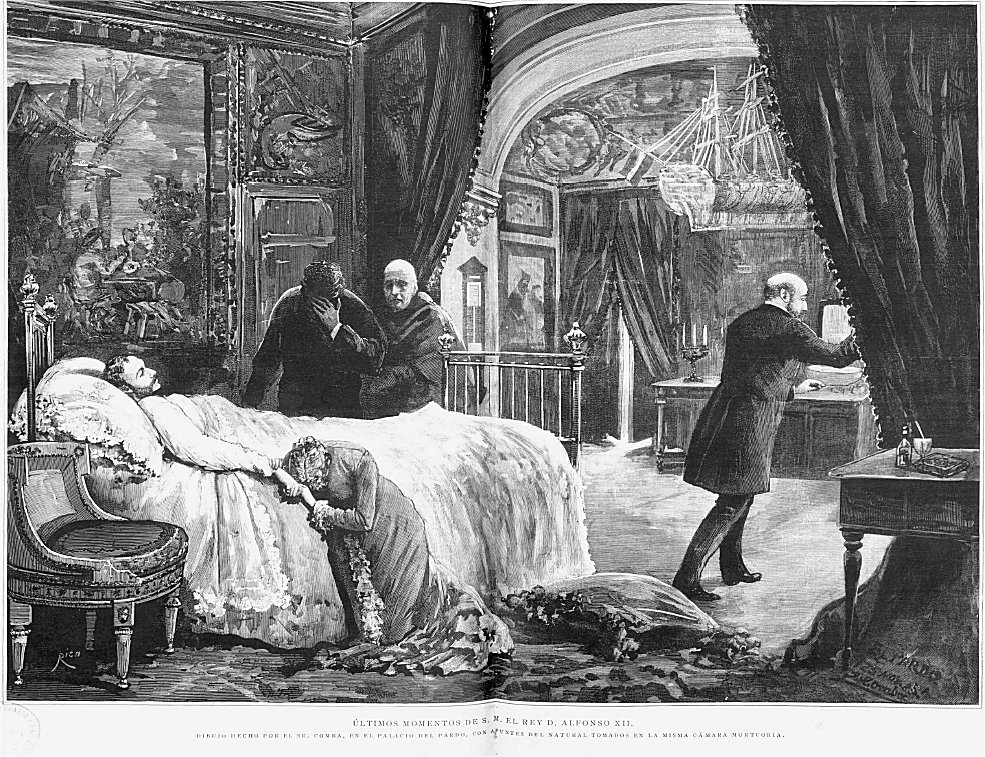
Гравюра Хуана Комби для La Ilustración Española y Americana (30 листопада 1885 р.), на якій зображено смерть короля Альфонсо XII у королівському палаці Ель-Пардо в Мадриді.

25 листопада 1885 року молодий король Альфонсо XII помер від туберкульозу, і його дружина Марія Крістіна Австрійська прийняла регентство, «молода жінка, іноземка, мало часу в Іспанії, не дуже популярна і з репутацією не дуже розумний». На додаток до слабкості, в якій, здавалося, залишилася найвища інституція держави, був той факт, що в очікуванні третіх пологів, оскільки королева була вагітна, не було спадкоємця чоловічої статі — Альфонсо та Марія Крістіна, які одружилися в листопаді. 29, 1879, мав двох дочок. Таким чином, смерть Альфонса XII створила певний вакуум влади — Менендес Пелайо писав Хуану Валері, який перебував у Вашингтоні: «Смерть короля породила тут незвичайний ступор і невизначеність. Ніхто не може вгадати, що станеться». Цим могли скористатися карлісти чи республіканці, щоб покласти край режиму Реставрації. Справді, у вересні 1886 року, лише через чотири місяці після народження Альфонса XIII, відбулося республіканське повстання під проводом генерала Мануеля Віллакампа дель Кастільйо та організоване з вигнання Мануелем Руїсом Соррільєю, яке стало останньою військовою спробою республіканізму і глибоко розділила його.

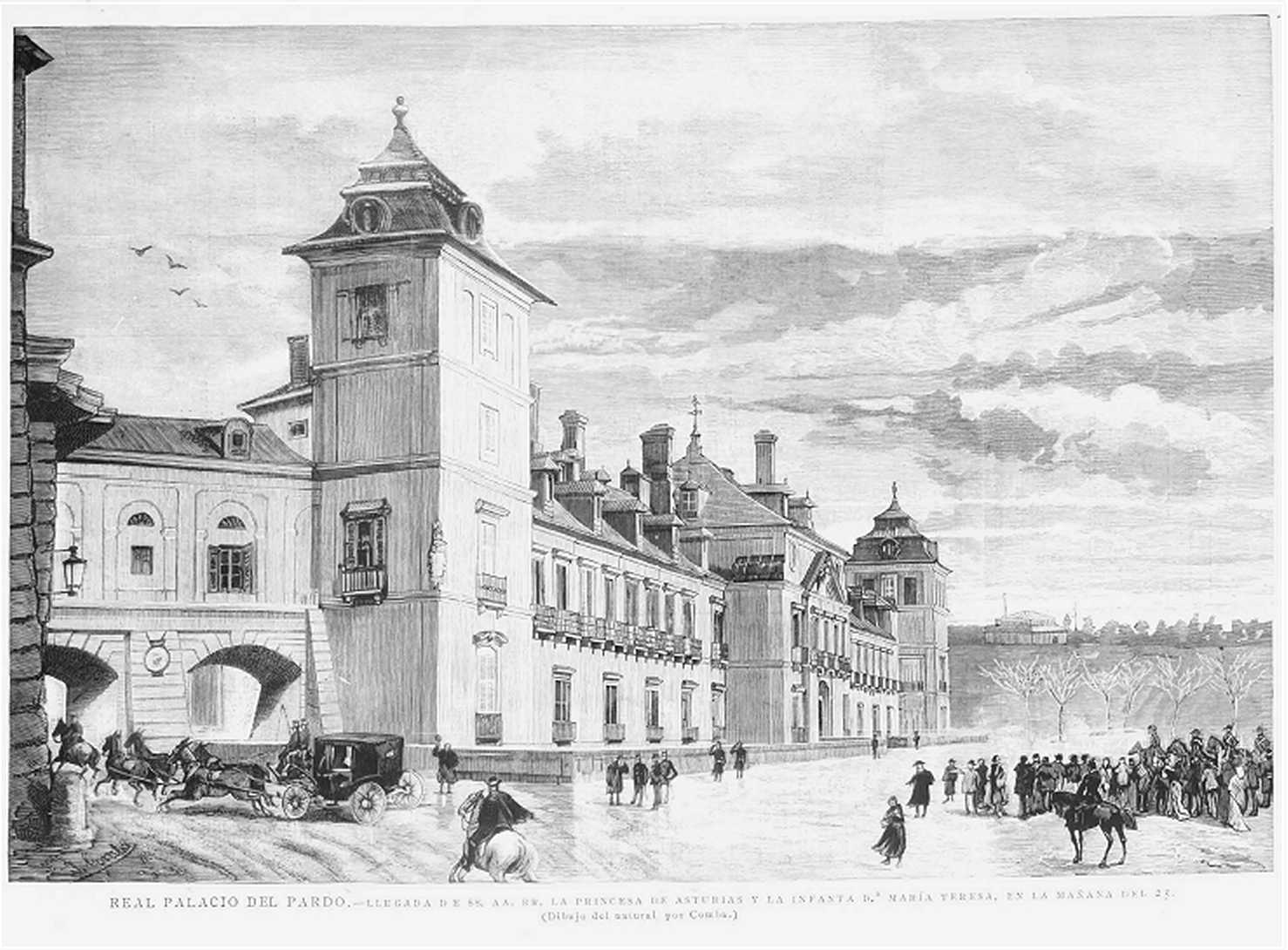
Палац Ель-Пардо (1885), гравюра Хуана Комба для La Ilustración Española y Americana.

Щоб протистояти ситуації невизначеності, спричиненій смертю короля та за посередництва генерала Мартінеса Кампоса, лідери двох партій того часу, Антоніо Кановас дель Кастільйо від Консервативної партії та Пракседес Матео Сагаста від Ліберально-фьюзіоністської партії, зібралися, щоб домовитися про заміну першого на другому на чолі уряду. Так званий «Pacto del Pardo» — хоча інтерв'ю відбулося в резиденції президента уряду, а не в Ель-Пардо — включав «доброзичливість» консерваторів щодо нового ліберального уряду Сагасти. Однак фракція Консервативної партії на чолі з Франсіско Ромеро Робледо не прийняла передачу влади лібералам і залишила партію, щоб створити власну партію під назвою Ліберально-реформістська партія, до якої приєднався Хосе Лопес Домінгес. Izquierda Dinástica, намагаючись створити проміжний політичний простір між двома партіями повороту.

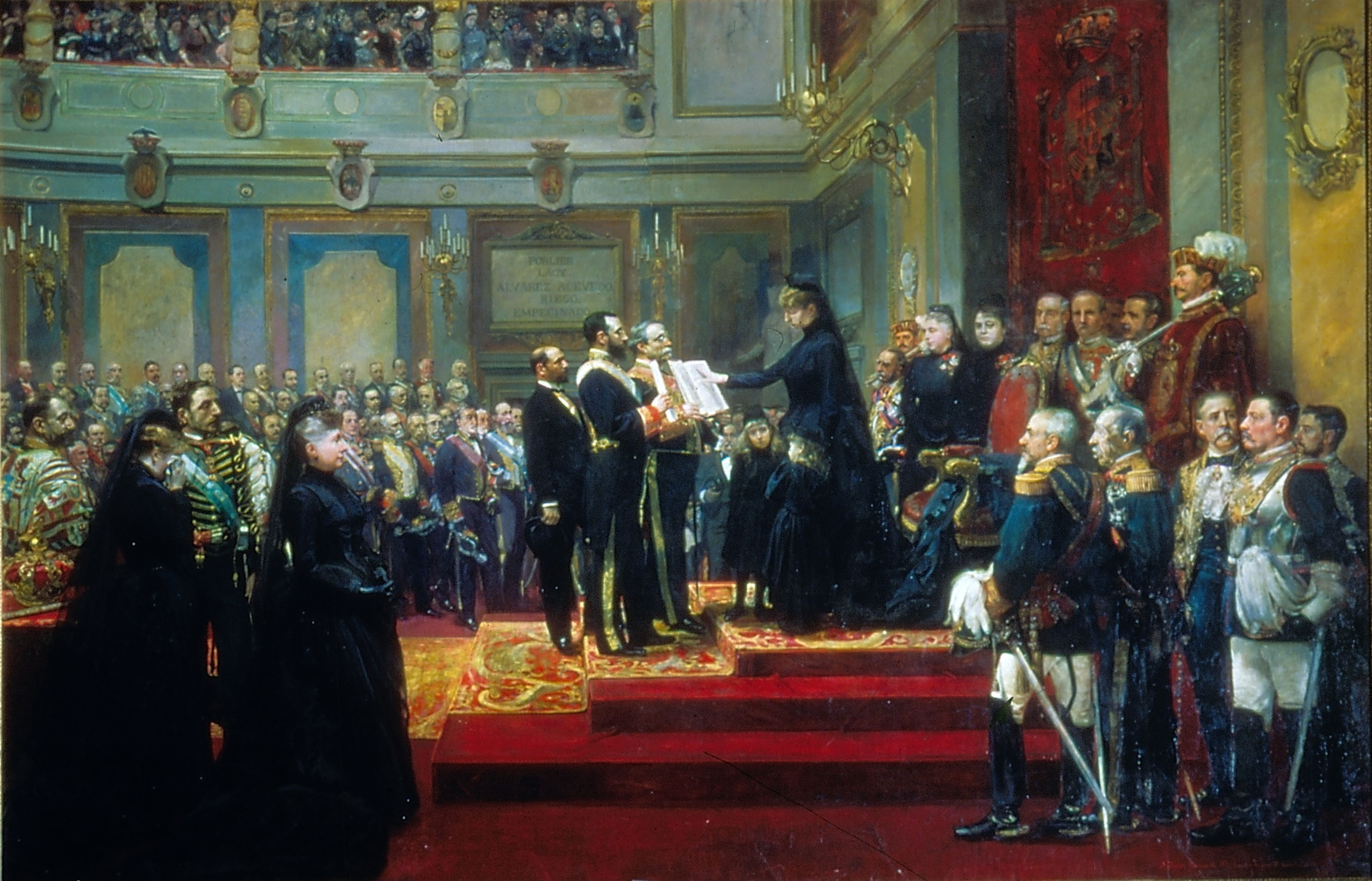
Зображення, що зображає присягу Марії Крістіни Австрійської в акті проголошення її регентом у грудні 1885 року. Вагітну Марію Крістіну супроводжують її дві доньки, Марія де лас Мерседес де Борбон і Габсбурго-Лорена та Марія Тереза де Борбон. Перед нею президент уряду Антоніо Кановас дель Кастільйо.

Через кілька місяців Кановас дель Кастільйо виправдав Пакт Ель Пардо в Конгресі депутатів:
У мені народилося переконання, що це необхідно для запеклої боротьби, яку ми тоді вели з монархічних партій… припинити в будь-якому випадку, і припинити на досить довгий час. Я вважав, що перемир'я є необхідним і що всі монархісти повинні згуртуватися навколо Монархії. [І одного разу я подумав про це… що мені було робити? Після того, як я був в уряді упродовж майже двох років і керував більшою частиною правління Альфонсо XII, я повинен був поговорити зі сторонами і сказати їм: «оскільки країна перебуває в цій кризі, не боріться зі мною більше; укладемо мир навколо престолу; дозволити мені захистити себе і підтримати себе? Це було б абсурдом і, окрім того, що було б невеликодушним і нечесним, це було б смішно. Оскільки я встав, щоб запропонувати згоду і попросити перемир'я, не було іншого способу змусити людей повірити в мою щирість, крім як усунути себе від влади.
У червні різні ліберальні фракції досягли угоди, відомої як закон про гарантії, яка дозволила відновити єдність партії. Він був розроблений Мануелем Алонсо Мартінесом, представником ф'юзіоністів, і Еухеніо Монтеро Ріосом, представником лівих, і полягав у розвитку свобод і прав, визнаних під час демократичного Сексеніо — загального виборчого права, суду присяжних тощо — в обмін на визнання спільного суверенітету між королем і парламентом, на якому базувалася Конституція 1876 року, тобто останнє слово у здійсненні суверенітету залишатиметься за Короною, а не за виборцями. Поза межами ліберально-ф'юзіоністської партії залишилася фракція на чолі з генералом Лопесом Домінгесом, якому Сагаста запропонував посаду посла в Парижі, але він вимагав мінімум 27 депутатів у новому парламенті, що вважалося надмірною кількістю.

## „Довгий парламент“ Сагасти (1885—1890)

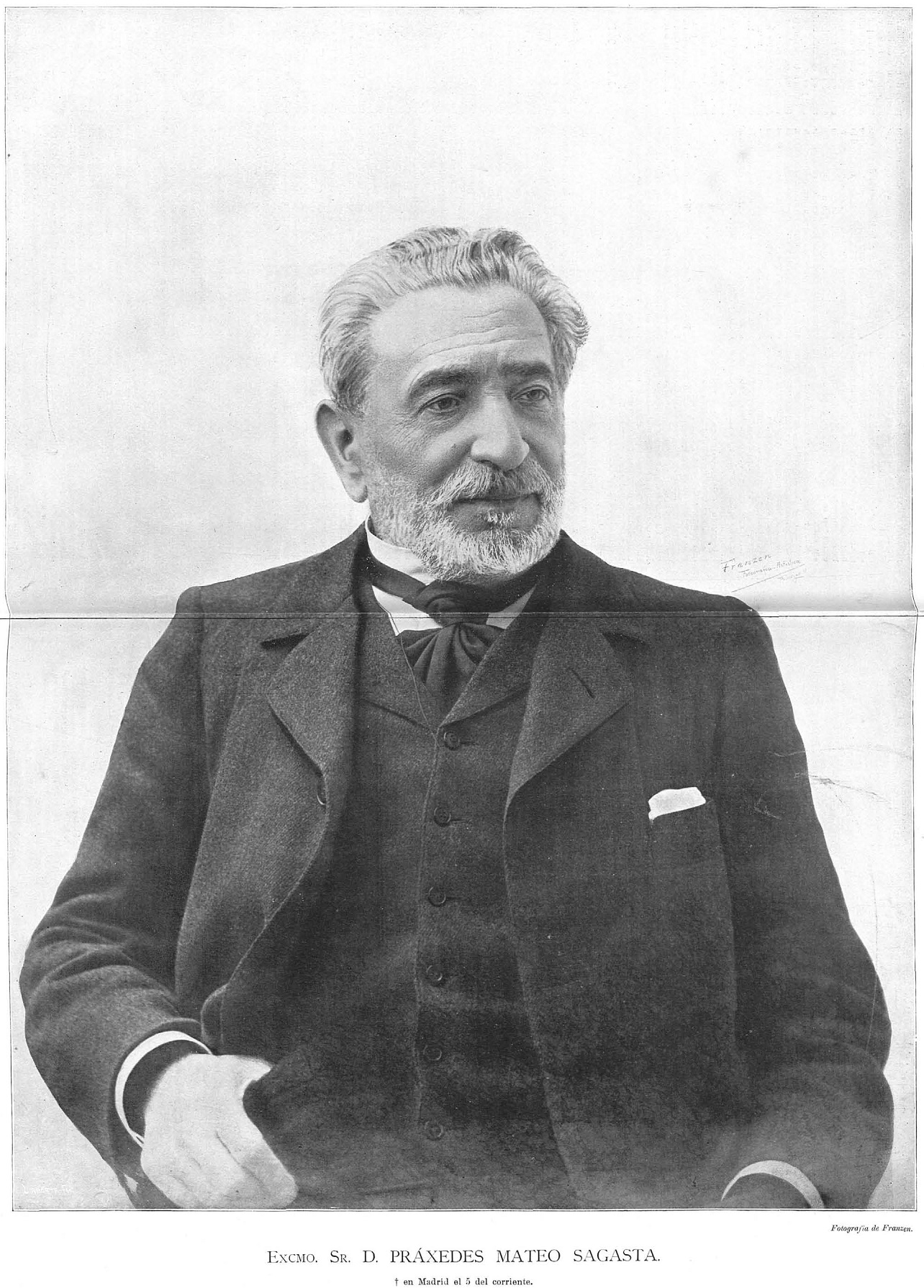
Пракседес Матео Сагаста, лідер ліберально-ф'юзіоністської партії.

У квітні 1886 року, за п'ять місяців після формування уряду та за місяць до народження майбутнього Альфонса XIII, ліберали оголосили вибори, забезпечити собі солідну більшість у Кортесах і, таким чином, мати можливість розробити свою урядову програму, хоча вони вже змогли почати її втілювати завдяки доброзичливості консерваторів. Цей період був названий Довгим урядом Сагасти або також Довгим парламентом, оскільки вони були найдовшими Кортесами Реставрації та єдиними, які ось-ось вичерпали свій законний термін, але Сагасті було нелегко зберегти свою партію та його уряд об'єднався, оскільки за ці п'ять років йому довелося подолати кілька криз.
У цей період „було проведено ряд реформ, які остаточно сформували соціальний і політичний профіль Реставрації як історичної епохи“, тому деякі історики вважають його „найпліднішим періодом“ Реставрації.

### Політико-правові реформи

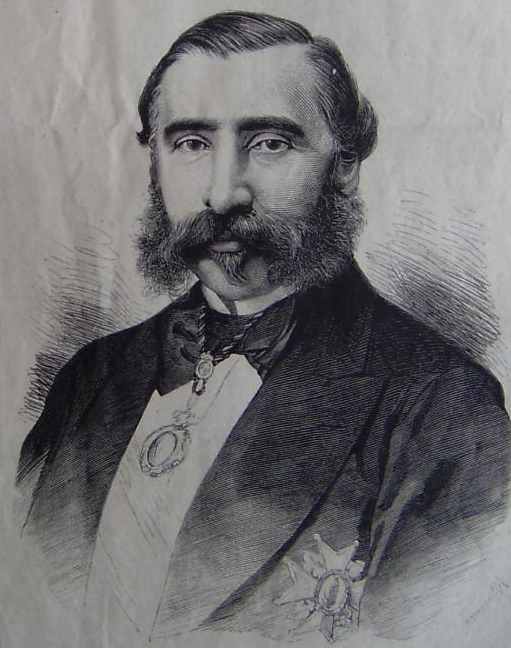
Мануель Алонсо Мартінес, міністр благодаті та юстиції та великий пропагандист політичних і правових реформ Довгого парламенту.

Першою великою реформою Довгого уряду Сагасти було схвалення в червні 1887 року Закону про об'єднання, який регулював свободу об'єднань для цілей „свободи людини“ і дозволяв організаціям робітників діяти законно, оскільки він включав свободу профспілок, що дало великий поштовх робітничому руху в Іспанії. Під захистом нового закону поширилася анархо-синдикалістська FTRE, заснована в 1881 році як спадкоємець FRE-AIT Демократичний сексенліум, і народився соціалістичний Загальний союз трудящих (UGT), заснований у 1888 році, того самого року, коли Іспанська соціалістична партія (PSOE), народжена дев'ятьма роками раніше, змогла провести свій Перший конгрес.
Другою великою реформою став закон про суд присяжних, стара вимога прогресивного лібералізму, якій завжди опирався консерватизм і яка була схвалена у квітні 1888 року. Суд присяжних встановлювався для тих злочинів, які мали найбільший вплив на підтримання громадського порядку або зачіпали права особи, такі як свобода преси. Відповідно до закону, встановленням доведених фактів займатиметься суд присяжних, а правова кваліфікація фактів відповідатиме суддям.

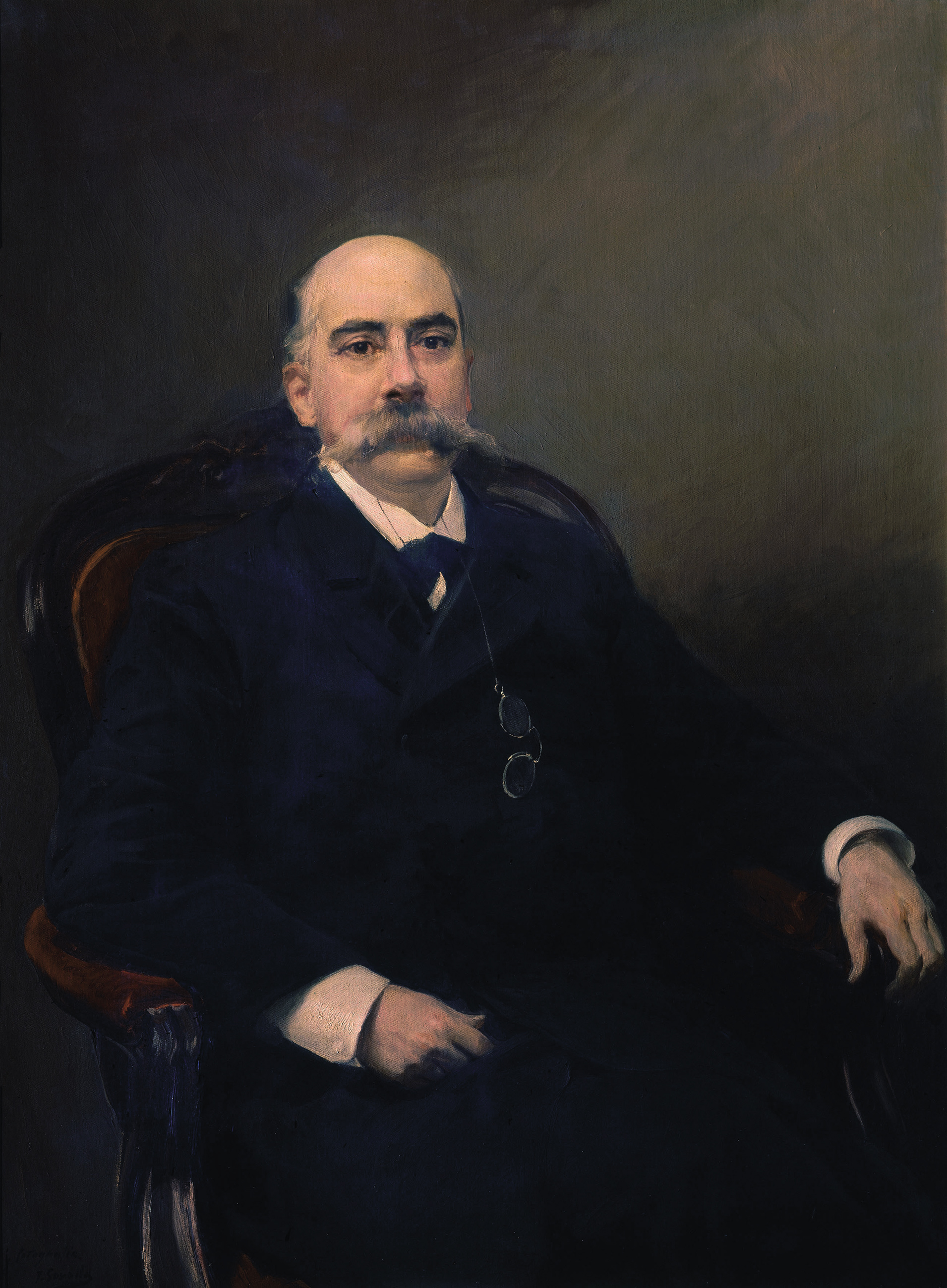
Портрет Еміліо Кастелара, художник Хоакін Соролья.

Третьою великою реформою було запровадження загального (чоловічого) виборчого права за допомогою закону, прийнятого 30 червня 1890 року. Однак закон не був результатом народного тиску на користь розширення виборчого права, але те, чого Сагаста досяг своїм схваленням, це забезпечення єдності партії та уряду, задовольняючи історичну вимогу демократичного лібералізму в той час, коли тиск „gamacistas“ збільшився на користь затвердження протекціоністського тарифу на виробництво зернових. Другою причиною було зміцнення ліберальної партії і режиму Реставрації шляхом включення до неї „позибілістських“ республіканців Еміліо Кастелара, як вони обіцяли, якщо розширення виборчого права буде схвалено.
Однак затвердження виборчого права для всіх чоловіків старше двадцяти п'яти років — близько п'яти мільйонів у 1890 році — незалежно від їхнього доходу, як це було з виборчим правом за переписом, не означало демократизації політичної системи, оскільки фальсифікація виборів зберігався — завдяки кацикізму, як було сказано в той час, тільки те, що тепер касичні мережі були поширені на все населення, так що уряди продовжували формуватися до виборів, а не після, оскільки уряд дня був виготовлений з encasillado солідної більшості в парламенті — під час Реставрації жоден уряд ніколи не програвав вибори.
За словами Карлоса Дарде, основною причиною цієї „відсутності мобілізуючих ефектів загального виборчого права в політичному житті… був соціальний стан — економічний і культурний — нових виборців та їхній політичний горизонт. Величезна більшість чоловіків, яким було надано право голосу, складалася не з середнього та робітничого класів міського характеру чи незалежних селян, залучених до політичного проекту демократичного характеру, а з сільських мас, надзвичайно бідних і неписьменних, абсолютно чужий цьому проекту, з надією на соціальну революцію в південній половині країни та на перемогу карлізму в більшій частині півночі; маси, які, крім того, зазнали або сильних поліцейських репресій, або поразки в громадянській війні“.
Таким чином, „хоча формально це означало встановлення демократії, [затвердження загального (чоловічого) виборчого права] на практиці нічого не змінило“. „Депутати залишилися, більш-менш, тими самими; жодна соціальна група, за незначним винятком, не отримала доступу до законодавчої влади. Також не було жодної трансформації партійної структури, яка продовжувала залишатися партіями нотаблів; жодна базова організація не була просунута до залучення голосів громадян, виборчі права яких щойно були визнані“. Крім того, Конституція не була реформована, тому принцип національного суверенітету все ще не визнавався, і лише одна третина Сенату була обрана — свобода віросповідання, ще один із принципів демократичної системи, також не визнавався.
З іншого боку, доказом того, що метою закону не було встановлення демократії, було те, що не було прийнято жодних гарантій для забезпечення прозорості виборчого права та, таким чином, уникнення фальсифікацій на виборах, таких як оновлення даних перепису незалежним органом, вимога акредитації до особи, яка збиралася голосувати, або контроль за всім процесом, який залишався в руках міністра внутрішніх справ, відомого як „великий вибірник“, оскільки він був тим, хто відповідав за забезпечивши, щоб його уряд мав значну більшість у Кортесах. „Той факт, що в деяких міських центрах опозиція змогла змінити цю реальність, є майже доказовим фактом. Політичний контроль зверху, практика повороту шляхом фальсифікації виборів — це те, що становить суть політичної практики Іспанії на кінець століття“, — підсумовує Мануель Суарес Кортіна. Точка зору, яку поділяє Карлос Дарде: „У деяких містах — Мадриді, Барселоні, Валенсії… — все справді змінилося на користь сучасної політики, заснованої на громадській думці; як доказ цього, Представництво республіканців було більш численним і постійним, іноді досягаючи більшості депутатів, обраних цими великими населеними пунктами; з плином часу соціалісти також будуть обрані; у Каталонії націоналістам удалося надіслати значне представництво до Конгресу в Мадриді; те саме можна сказати про карлістів у Наваррі. Але це представництво депутатів було безповоротно втрачено в національній асамблеї: із приблизно 400 місць у Конгресі максимальна кількість депутатів-республіканців становила 36 у 1903 році, а соціалістів — 7 у 1923 році“. Виборчі округи, усі з яких були одноіменними, продовжували становити більшість — 280 депутатів — у той час як міські округи були пов'язані з великими сільськими районами, оскільки вони були багатоіменними округами або виборчими округами — загалом 114 — у яких обиралося від трьох до восьми депутатів, залежно від населення, таким чином, що голоси сільських районів „потопили“ міські голоси, менш контрольовані каціквіальними мережами.
Четвертою реформою було затвердження в травні 1889 року Цивільного кодексу, який разом із Кримінальним кодексом 1870 року та Торговим кодексом 1885 року остаточно сформував „юридичну будівлю нового буржуазного порядку“, закріпивши „у приватній сфері що Конституція встановила в публічній сфері“. Він включав офіційне цивільне право та шановане канонічне право щодо шлюбу.

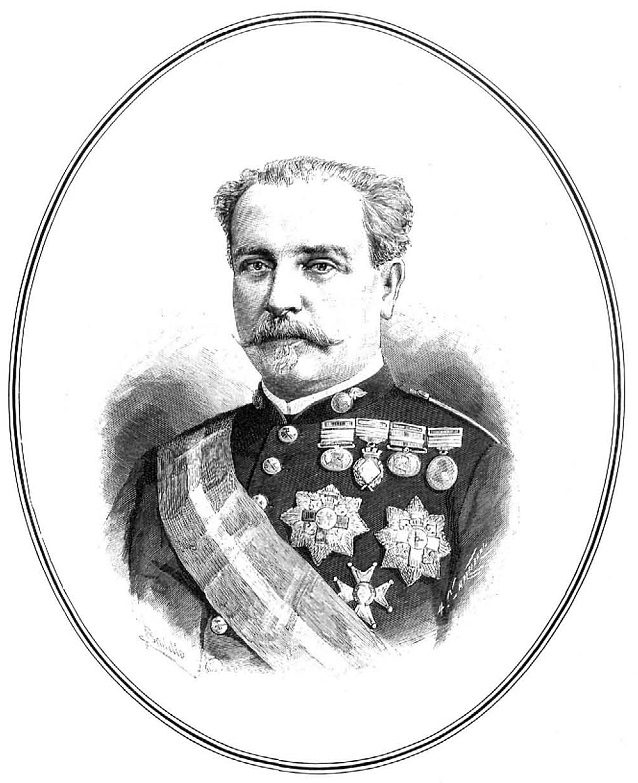
Портрет генерала Мануеля Кассоли, гравюра, опублікована в La Ilustración Española y Americana

Однак спроба уряду реформувати армію зазнала невдачі, становище якої „в цілому було дуже поганим у порівнянні з іншими національними арміями“, оскільки „вона була організована не як установа для війни, а для гарнізону та громадського порядку», завдань, з погано забезпеченими військами, з примусовим призовом, з надлишком командирів і з неадекватною організаційною структурою». Основною причиною невдачі була автономія, якою користувалася армія, що було ціною, яку довелося заплатити за те, щоб вона підпорядкувалася цивільній владі, так що «будь-яка реформа мала підходити за мовчазної згоди командування». Надзвичайно делікатне завдання, оскільки ситуація гіпертрофії, надлишок офіцерів, погане обладнання та дух корпусу, заснований на міцній традиції самонабору, зробили Збройні Сили реальністю, яка не була дуже проникною для зовнішніх вимог і контролю". Таким чином, законопроект, представлений військовим міністром генералом Мануелем Кассолою в червні 1887 року, не був схвалений Кортесами через сильну опозицію, з якою він зіткнувся серед консерваторів, починаючи з самого Кановаса, а також серед консервативних і ліберальних військових членів парламенту. Одним із найбільш дискусійних питань була пропозиція про встановлення обов'язкової військової повинності без викупів і замін, яка дозволяла синам заможних родин не вступати в ряди, якщо вони платили певну суму грошей або присилали замість них заміну. У червні 1888 року генерал Кассола пішов у відставку, і уряд вирішив нав'язати декретом менш суперечливі частини закону, які не були оскаржені Кортесами: «він скасовував почесні звання, посади, вищі за фактичні, мобільність між озброєннями, за винятком деяких спеціальних корпусів; він встановлював просування по старшинству в мирний час і можливість у воєнний час добровільно обмінювати підвищення за заслуги на медаль».

### Посилення робітничого руху: FTRE, UGT і відновлення PSOE.
Через повільність процесу індустріалізації промисловий робітничий клас продовжував становити меншість серед міських робітничих класів — і продовжував бути зосередженим переважно в Каталонії та в гірничодобувних районах Віскайя та Астурія. У промисловості чи на шахтах праця була важкою і довгою. Близько 1900 року середня тривалість робочого дня становила 10–11 годин із середньою заробітною платою від 3 до 4 песет на день на фабриках і в майстернях, від 3,25 до 5 песет на шахтах і 2,5 песет на будівництві. Що стосується сільськогосподарського робітничого класу — або «сільського пролетаріату» — низька заробітна плата продовжувала робити ферми прибутковими, тож поденники продовжували становити сектор сільських класів, які жили в найгірших умовах. Їхня заробітна плата була значно нижчою за зарплату промислових робітників — близько 1900 року вона становила 1–1,5 песети на день — і вони не працювали цілий рік. Ситуація була особливо скандальною у випадку з поденними робітниками Андалусії та Естремадури: «заробіток, отриманий відрядною роботою всіх членів родини, від сходу до заходу сонця, більше 16 годин на добу [влітку], під час збирання врожаю, проріджування оливкових дерев і збору врожаю оливок або врожаю винограду не було достатньо, щоб забезпечити навіть достатньо продовольства на цілий рік, коли робота була лише спорадичною».

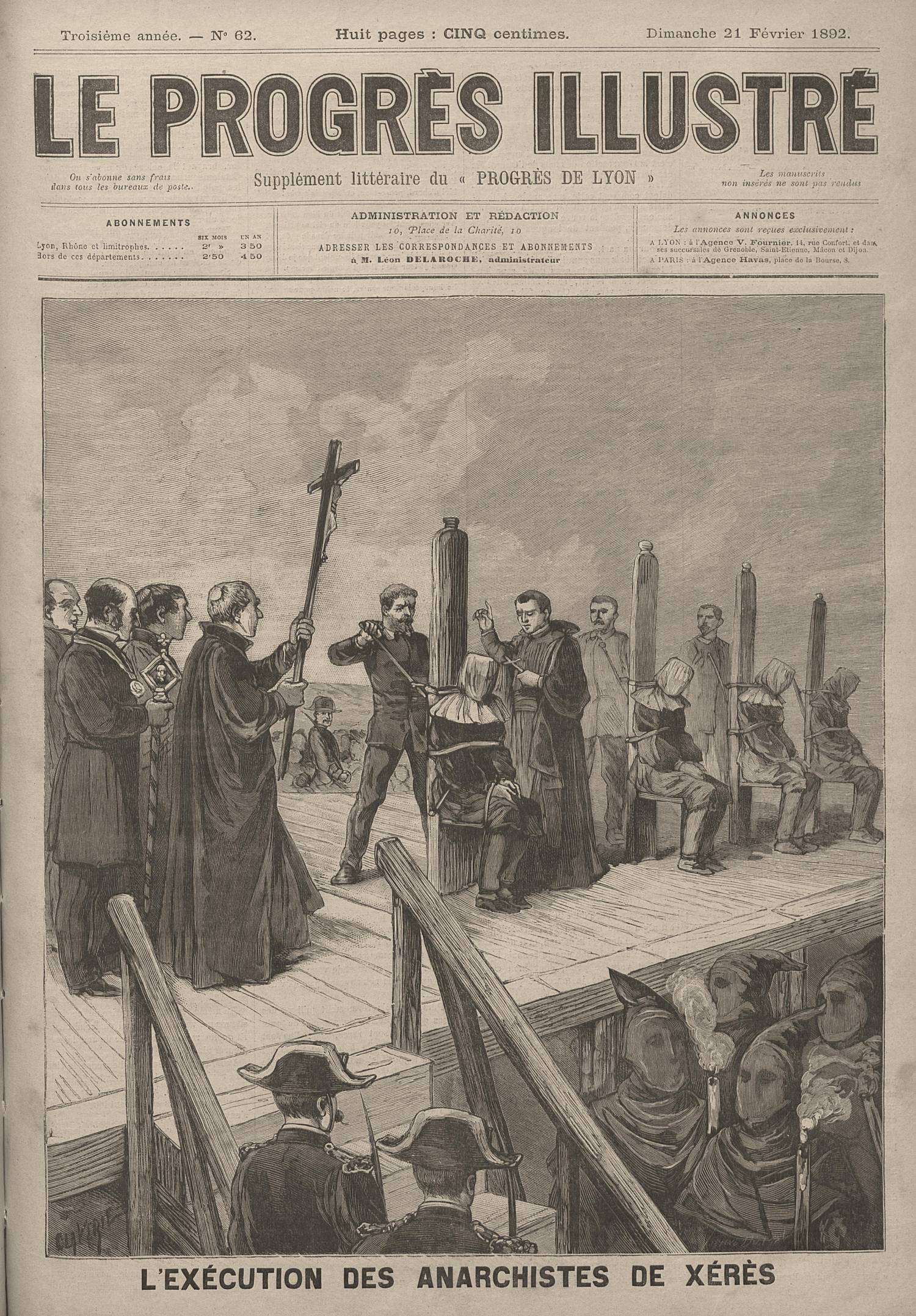
Розстріл засуджених за події в Хересі 1892 року. Ілюстрація з французької газети Le Progrès Illustré.

Затвердження закону про асоціації зміцнило робітничі організації, які були сформовані під захистом політичної лібералізації, розпочатої першим урядом Сагасти 1881—1883 рр., і що дозволило їм діяти в рамках закону. Це був випадок анархо-синдикалістської Federación de Trabajadores de la Región Española (FTRE), заснованої в Барселоні у вересні 1881 року і яка охопила майже 60 000 членів, об'єднаних у 218 федерацій, переважно андалузьких поденників і каталонських промислових робітників. Однак FTRE було розпущено в 1888 році, коли сектор анархізму критикував існування громадської легальної організації з синдикалістським виміром і який, навпаки, захищав «спонтанність» — оскільки будь-який тип організації обмежував індивідуальну автономію і міг «відволікти» її компоненти від основної мети, революції, а також сприяти її «буржуазії» — і «повстанський» шлях — повстання робітників поклало б кінець капіталістичному суспільству — нав'язувався сам собою. Проти цього «синдикалістська» тенденція виступала за зміцнення організації, щоб вирвати у босів кращі зарплати та умови праці за допомогою страйків та інших форм боротьби. Перемозі «спонтанної» та «повстанської» тенденції сприяли жорстокі репресії, розв'язані урядом проти андалузьких анархістів після вбивств і пограбувань, приписуваних «Чорній руці» в 1883 році, таємничій і нібито таємній анархістській організації, яка не мала нічого спільного з FTRE. Незважаючи на те, що анархістський рух продовжував бути наявним через публікації та освітні ініціативи, розпуск FTRE відкрив «шлях для переважання індивідуальних дій терористичного характеру, для пропаганди вчинку, який буде поширюватися в наступне десятиліття».

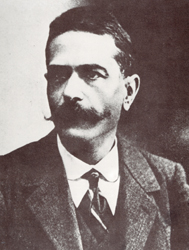
Антоніо Гарсіа Кехідо, перший президент Загального союзу трудящих.

Зі свого боку, соціалісти, які у травні 1879 року заснували Partido Socialista Obrero Español (Іспанська соціалістична робітнича партія), метою якої було, як стверджувала її газета El Socialista, «забезпечити організацію робітничого класу в політичну партію, відмінну від усіх партій буржуазії» під назвою Робітничий конгрес, який відбувся в Барселоні в серпні 1888 року, з якого народилася Профспілка союзу трудящих (UGT), першим президентом якої став Антоніо Гарсіа Кехідо. Десять днів потому, також у Барселоні, відбувся I з'їзд PSOE, який затвердив так звану програму-максимум партії та ратифікував Пабло Іглесіаса її президентом.

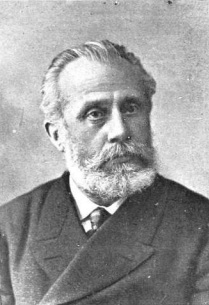
Пабло Іглесіас, Мануель Компані.

Об'єднана у Другий Інтернаціонал, PSOE провела День праці в неділю, 4 травня 1890 року, вимагаючи восьмигодинного робочого дня, на додаток до заборони роботи для дітей до 14 років, скорочення робочого дня. до 6 годин для юнаків і дівчат від 14 до 18 років, скасування нічної праці та заборону праці жінок у всіх галузях промисловості, «які особливо впливають на жіночий організм». «Соціаліст» опублікував: «Сьогодні робітники можуть мирно відчути свою силу… над привілейованим класом. Завтра, коли організація пролетаріату буде завершена, а буржуазія не захоче піддатися розуму, який їй допомагає, і владі, що її супроводжує, настане час діяти революційно».
Однак, на відміну від анархістських організацій, ріст PSOE та її союзу UGT був дуже повільним і йому так і не вдалося прижитися в Андалусії чи Каталонії. В останнє десятиліття 19 століття їм вдалося повністю утвердитися лише серед шахтарів Віскайя, завдяки роботі Факундо Перезагуа та Астурії. «Про соціалістичну слабкість дає уявлення мізерна кількість голосів, отриманих на виборах 1891 року: трохи більше 1000 в Мадриді; і близько 5000 у всій Іспанії. До 1910 року, балотуючись сама, PSOE ніколи не отримувала більше 30 000 голосів у всій країні; і не отримала жодного депутата».
Разом із обмеженим процесом індустріалізації в Іспанії повільне зростання робітничих організацій було пов'язано з тим, що республіканство продовжувало становити основну політичну основу для робітничого та народного секторів. Що в основному відокремлювало республіканізм від двох робітничих тенденцій — анархізму та соціалізму — полягало в тому, що республіканці не ставили під сумнів основи капіталістичного суспільства, оскільки вони не були виключно робітничими організаціями, а були «міжкласовими» партіями, і тому виступали лише за його реформування за допомогою таких заходів. «як сприяння кооперативу, створення змішаних судів [для вирішення конфліктів між роботодавцями та робітниками], надання селянам дешевих кредитів або розподіл деяких земель, а в деяких випадках і інтервенціоністські заходи з боку держави, такі як законодавче скорочення робочого дня або регулювання умов, за яких це здійснювалося».
У католицькому світі була зроблена спроба створити робітничий рух з таким конфесійним значенням в результаті публікації в 1891 році папської енцикліки «Rerum Novarum», яка заохочувала ініціативи в соціальній сфері. В Іспанії виник Círculos Católicos de Obreros, який сприяв єзуїт Антоніо Вісент, а також професійні асоціації змішаного характеру, робітників і роботодавців.

### Іспанський націоналізм і експансія «регіоналізмів»

#### Слабкий процес «націєтворення».
Після провалу федеративного досвіду Першої Іспанської республіки та поразки карлізму під час Реставрації була консолідована централістська держава, заснована на залізному контролі провінційної та місцевої адміністрації з боку уряду — включно з Країною Басків, чиї фуеро були остаточно скасований у 1876. Так само упродовж цього періоду тривав процес побудови іспанської нації, але з її найбільш консервативної версії, оскільки ідея Іспанії зосереджувалася не на вільній волі її громадян — політичній нації — а на її «бутті», пов'язана з її історичною спадщиною — з католицизмом і кастильською мовою як основними елементами. Провідними виразниками цієї оркваніко-істористської концепції іспанської нації, яка виступала проти ліберальної та республіканської концепції політичної нації, були Марселіно Менендес і Пелайо, Хуан Васкес де Мелла та сам засновник політичного режиму Реставрації, Антоніо Кановас дель Кастільйо. Згідно з цією концепцією, Іспанія була «історичним організмом в основному кастильської етнокультурної субстанції, яка формувалася протягом століть і яка, отже, є об'єктивною та незворотною реальністю».

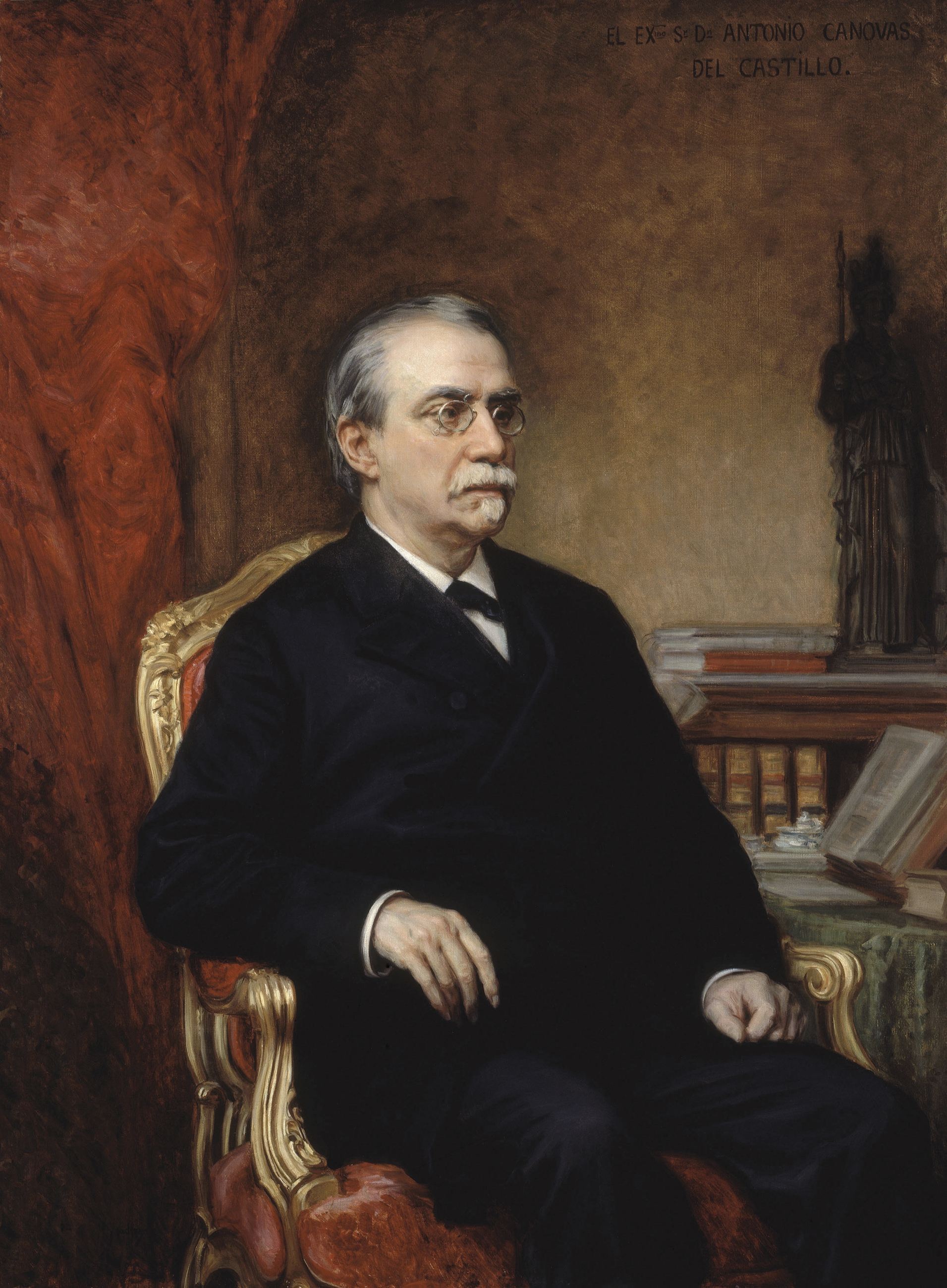
Антоніо Кановас дель Кастільйо, президент уряду, коли помер Альфонсо XII.

Однак, незважаючи на посилення централізму в державній організації, іспанський націотворчий процес був менш інтенсивним, ніж в інших європейських країнах, через слабкість самої держави. Отже, ані школа, ані обов'язкова військова служба не виконали «націоналізаційної» функції, або, наприклад, у Франції, де французька ідентичність усунула «регіональні» та «місцеві» ідентичності. Таким чином, у той час як у Франції французька була нав'язана як єдина мова, а решта мов — презирливо названі «діалектами» — перестали розмовляти або їх використання вважалося ознакою «некультурності», в Іспанії мови, відмінні від іспанської, — каталонська, галісійська і баскська — зберігалися на відповідних територіях, особливо серед народних класів.
Процесу «націоналізації» Іспанії також заважало виключення з політичної участі не лише політичних тенденцій, окрім двох династичних партій, а й переважної більшості населення. Ще одним гальмом, особливо серед робітників, був розвиток соціалістичних і анархістських організацій, які захищали інтернаціоналізм, а не націоналізм. Проте, принаймні в містах, іспанський націоналізм таки просувався. Це було продемонстровано виявами націоналістичної екзальтації в 1883 році — як демонстрація підтримки короля Альфонсо XII після його повернення з поїздки до Франції, де він отримав ворожий прийом за свої пронімецькі демонстрації —, 1885 — з нагоди конфлікту з Німеччиною через Каролінські острови — у 1890 р. — навколо Ісаака Пераля та його винаходу підводного човна з електричним двигуном — або в 1893 р. — у зв'язку з маргальською війною в околицях Мелільї.

#### Експансія «регіоналізмів»: Каталонія, Країна Басків і Галісія
Слабкий процес національного будівництва був і причиною, і наслідком експансії регіоналізму у 80-х роках. Відтоді опозиція до централістської держави більше не була винятковою для карлістів і федералістів, але тепер її також сповідували ті, хто відчував свою приналежність до різних батьківщин, особливо в Каталонії, Країні Басків і Галісії, які на той час називалися регіонів або, в кращому випадку, національностей. Але дехто вже наважився сказати, що Іспанія — це не нація, а лише держава, що складається з кількох націй. Так з'явилося нове явище, яке породило те, що пізніше буде названо регіональним питанням, і яке викликало негайну реакцію іспанського націоналізму. "Значна частина преси, як у Мадриді, так і в провінціях, почала дивитися з підозрою, якщо не з відкритою ворожістю, навіть на регіональну культурну діяльність та їхні прохання офіціалізувати неіспанські мови, твердження, що більше ніж один звинувачений у «прихованому сепаратизмі».

#### Каталонія

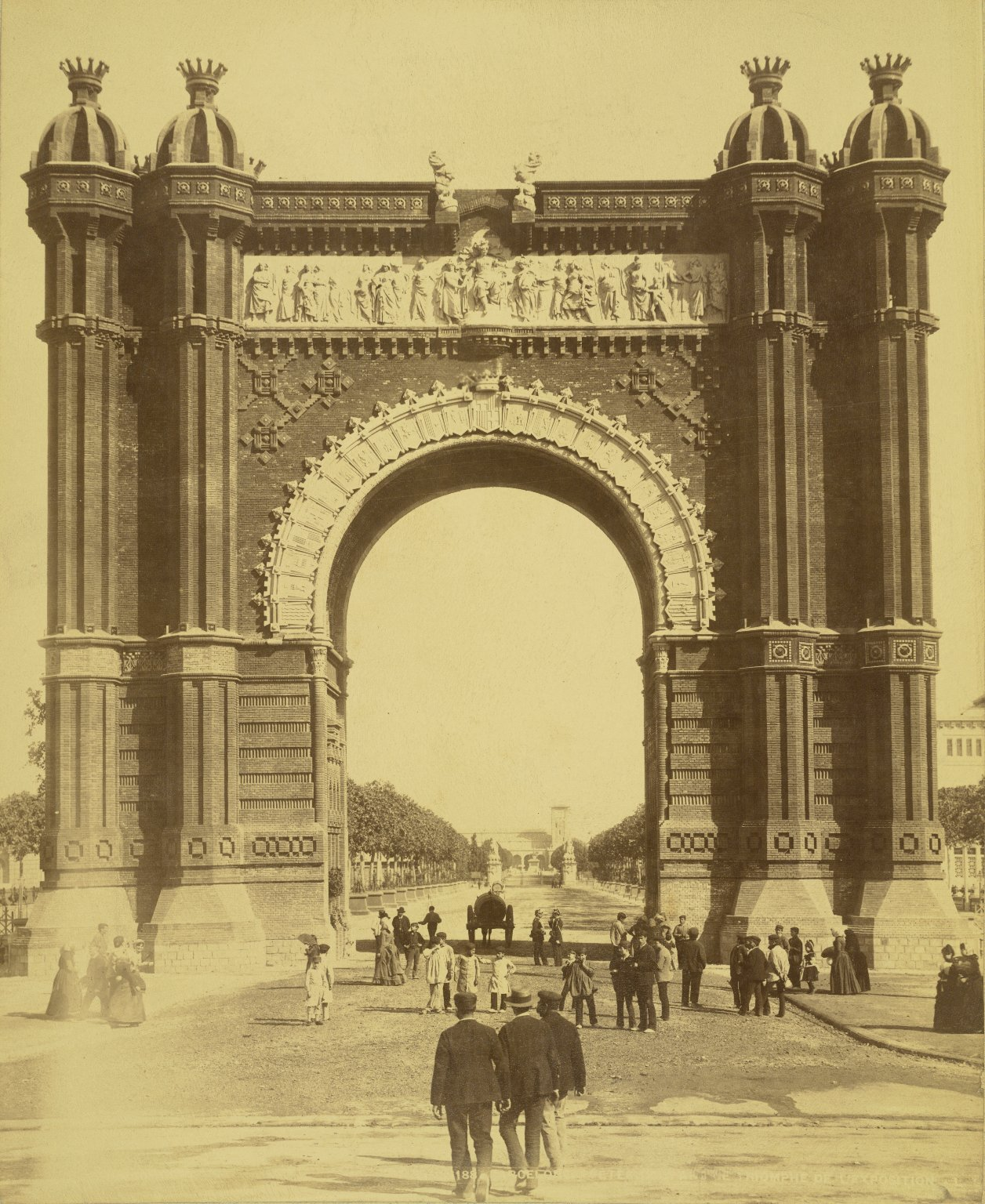
Тріумфальна арка в Барселоні, побудована для Виставки 1888 року.

У Каталонії, після провалу Сексеніо, сектор федерального республіканізму, очолюваний Баланті Алміралем, прийняв каталонізм і розійшовся з основною частиною Федеральної партії, очолюваної Пі і Маргалєм. У 1879 році Алміраль заснував Diari Català, яка, хоча і мала короткий термін існування (її закрили в 1881 році), була першою газетою, написаною повністю каталонською мовою. Наступного року він скликав Перший каталонський конгрес, який у 1882 році дав початок Каталонському центру, першій каталонській організації, яка була явно мстивою, хоча вона не була задумана як політична партія, а як організація для поширення каталонського націоналізму та тиснути на владу. У 1885 році Меморіал de greuges був представлений королю Альфонсо XII, денонсуючи комерційні договори, які мали бути підписані, і пропозиції щодо уніфікації Цивільного кодексу; у 1886 р. була організована кампанія проти комерційної угоди, яка велася з Великою Британією, кульмінацією якої став мітинг у театрі Новедадес у Барселоні, який зібрав понад чотири тисячі людей; і в 1888 році ще одна на захист каталонського цивільного права, кампанія, яка досягла своєї мети — «першої перемоги каталонізму», як назвав її один літописець.

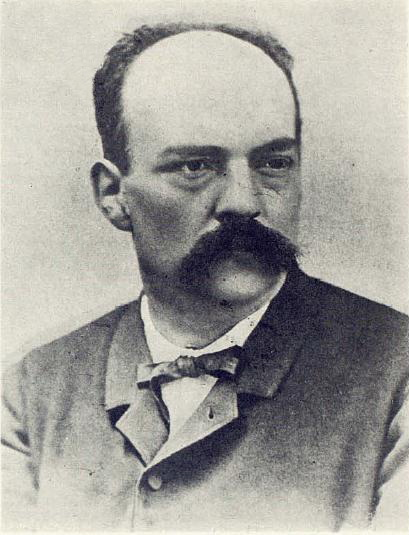
Баланті Алміраль, який вважається засновником каталонського націоналізму.

У 1886 році Алміраль опублікував свою фундаментальну працю Lo catalanisme, в якій він захищав каталонський «партикуляризм» і необхідність визнавати «особистості різних регіонів, на які історія, географія та характер жителів розділили півострів». Ця книга стала першим послідовним і всеосяжним формулюванням каталонського «регіоналізму» і мала значний вплив — через десятиліття Алміраля вважали засновником каталонського націоналізму. За словами Алміраля, "держава складалася з двох основних спільнот: каталонської (позитивістської, аналітичної, егалітарної та демократичної) та кастильської (ідеалістичної, абстрактної, узагальнюючої та панівної), так що «єдина можливість демократизації та модернізації Іспанії мав поступитися політичний поділ застійного центру більш розвиненій периферії, щоб сформувати „конфедерацію або складену державу“ або подвійну структуру, подібну до структури Австро-Угорщини».
У ті самі 1880-ті роки почалося поширення символів каталонського націоналізму, більшість з яких не потрібно було винаходити, але вони вже існували до націоналізації: прапор — les quatre barres de sang, 1880, гімн — Els Segadors, 1882, День батьківщини — 11 вересня, 1886, національний танець — сардана, 1892, два святі-покровителі Каталонії — Георгіїв день, 1885, і Богородиця Монсерратська, 1881.
У 1887 році Каталонський центр пережив кризу внаслідок розриву між двома течіями, що входили до нього, ще однією лівою та федералістською на чолі з Алміралем, а іншою — більш каталонською та консервативною, що згрупувалася навколо газети La Renaixença, заснованої в 1881 році. У листопаді члени цієї другої течії залишили Центр Каталонії, щоб заснувати Лігу Каталонії, до якої приєднався Центр Есколар Каталаніста, асоціація студентів університету, до якої входили майбутні лідери каталонського націоналізму: Анрік Прат-да-ла-Ріба, Франсеск Камбо і Жузеп Пуч-і-Кадафалк. Із цього моменту каталонська гегемонія перейшла від Каталонського центру до Lliga, яка під час Jocs florals 1888 року представила другий меморіал скарг королеві-регенту, у якому, серед іншого, вони просили «щоб каталонська нація повернула собі її вільні та незалежні загальні суди», добровільна військова служба, «офіційна каталонська мова в Каталонії», освіта каталонською мовою, каталонський верховний суд і те, що король присягає «в Каталонії своїми основними конституціями».

#### Країна Басків

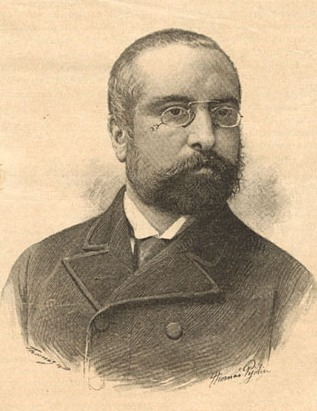
Артуро Кампіон, найвидатніша фігура асоціації форалістів Euskara Наварри.

Опозиція остаточному скасуванню баскських фуеро в 1876 році, після закінчення Третьої карлістської війни, була рушійною силою розвитку регіоналізму в Країні Басків. Президент уряду Кановас дель Кастільйо намагався досягти угоди про «формальну угоду» з ліберальними фуеро, яка очікувала з моменту затвердження закону про підтвердження фуеро 1839 року, але коли він не зміг цього зробити, він закінчив тим, що нав'язав це за допомогою закону, затвердженого Кортесами 21 липня 1876 року, який вважається таким, що скасував баскські fueros, але який насправді обмежувався припиненням податкових і військових пільг, якими Алава, Гіпускоа і Біская користувалися до того часу, оскільки вони були несумісні з принципом «конституційної єдності» — нова Конституція 1876 року була щойно затверджена. Однак Кановас хотів досягти угоди з «компромісними» фуерістами, що сприяло б повному заспокоєнню Країни Басків, тому він домігся, щоб закон містив повноваження уряду проводити реформи решти старої країни - форальний режим — за підтримки постраждалих провінцій. Це було втілено через два роки в указах режиму економічних угод 1878 року, які передбачали фінансову автономію Країни Басків — три баскські депутації збирали податки та доставляли частина з них ["квота"] до центральної скарбниці, якою вже користувалася Наварра.
Угода, досягнута з «компромісами», була відкинута «непримиренними» фуеристами, яких не влаштовували економічні угоди. Так виникла Асоціація Euskara Наварри, заснована в Памплоні в 1877 році, найвидатнішою фігурою якої був Артуро Кампіон, і Товариство Euskalerria Більбао, засноване в 1880 році під керівництвом Фіделя Сагармінага як президента. Наваррські еускароси відстоювали створення басксько-наваррського фуєристського блоку понад поділ між карлістами та лібералами, і прийняли своїм девізом Dios y Fueros, такий самий, як девіз більбаоських еускалерріаків, які, як і еускаро, також захищали басксько-наваррську унію.

#### Галісія

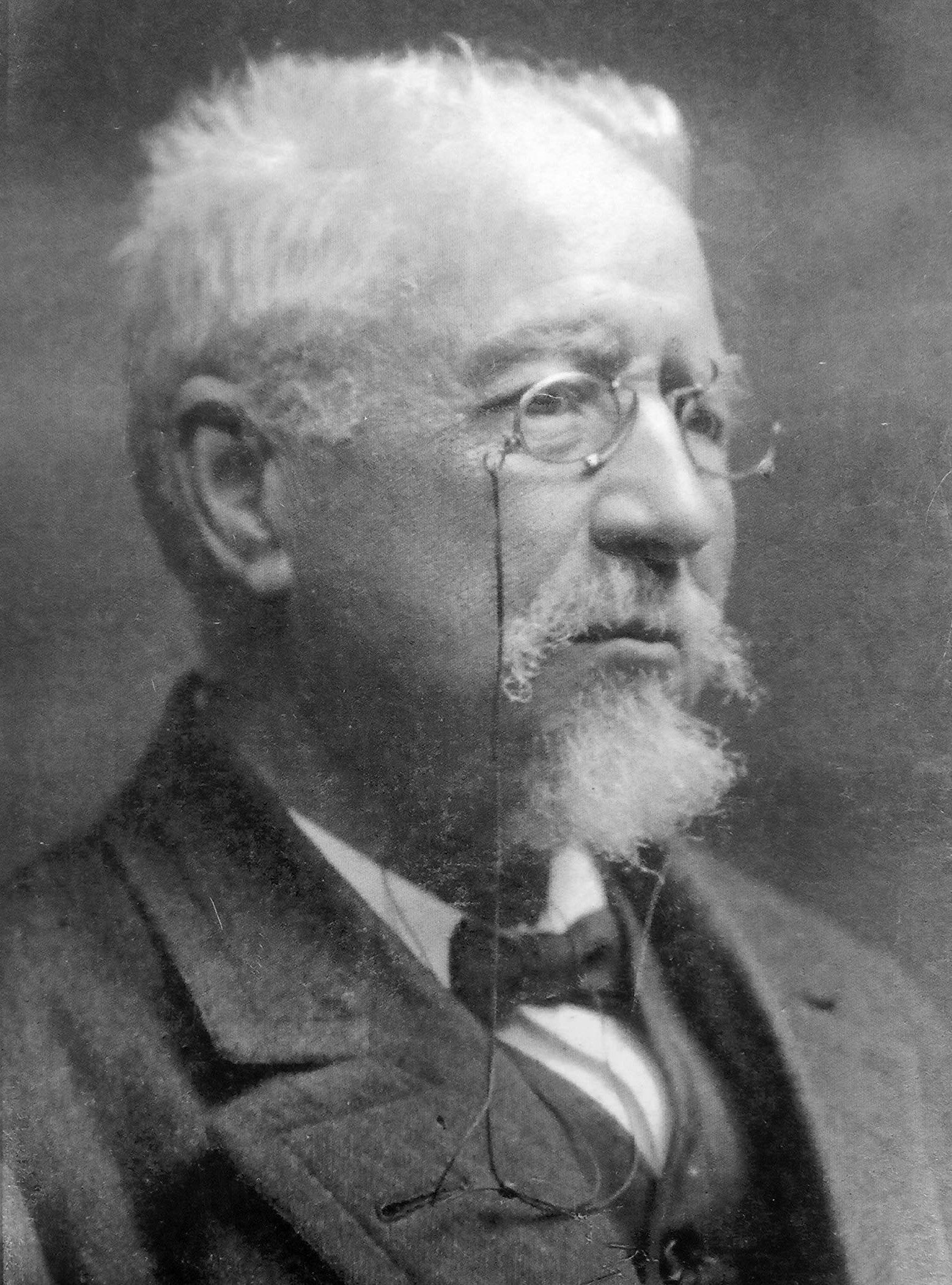
Мануель Мургія.

У Галісії між 1885 і 1890 роками і паралельно з тим, що відбувалося в Каталонії, провінціалізм, який народився в десятиліття 1840-х років у рядах прогресивізму і який базував партикуляризм Галичини на передбачуваному кельтському походженні її населення, до якого були додані власною мовою та культурою — переоцінені Rexurdimento — трансформувалися в регіоналізм. До такої позиції захисту «загальних інтересів Галичини» та «галицької політики» зійшлися люди з різних галузей, що призвело до існування трьох тенденцій у цьому зачатку галісійства: ліберальної, прямого спадкоємця прогресивного провінціалізму, і чиєї головним ідеологом був Мануель Мургія; інша федералістська, меншої ваги; і третій традиціоналістський на чолі з Альфредо Браньясом. Ці три тенденції зійдуться на початку наступного десятиліття у створенні першої організації галісійства, Галісійського регіоналістського об'єднання, яке, тим не менш, не розвивало політичної активності упродовж кількох років (1890—1893) головним чином через існуючу напругу між традиціоналістами і лібералами, особливо гостро в Сантьяго-де-Компостела.

### «Аграрна депресія»: фрітрейдери проти протекціоністів

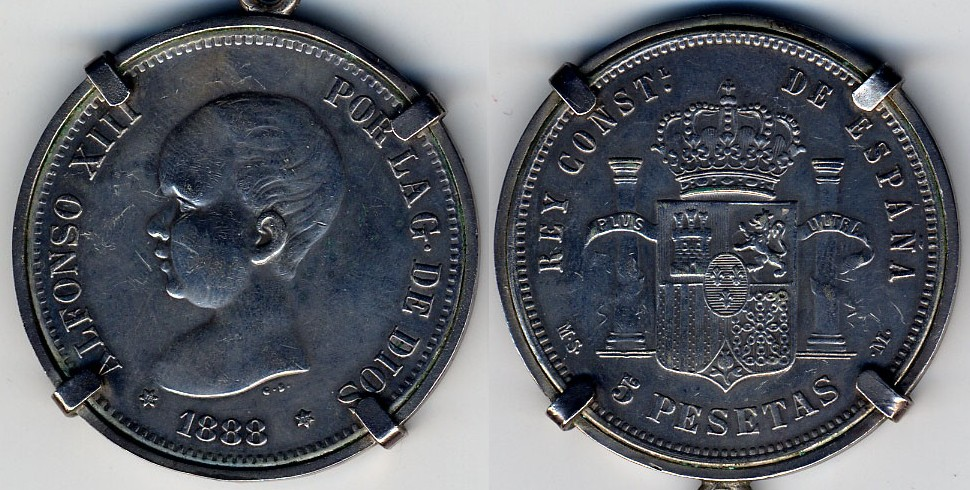
Монета в 5 песет, викарбувана в 1888 році, із зображенням дворічного Альфонса XIII.

У середині 1880-х років наслідки європейської «аграрної депресії», яка почалася в середині попереднього десятиліття і характеризувалася падінням виробництва та падінням цін через надходження сільськогосподарської продукції з «нових країн» — Аргентина, Сполучені Штати, Канада, Австралія — з нижчими витратами на виробництво та чиї витрати на транспортування були значно скорочені завдяки прогресу в паровій навігації, відчувалися в Іспанії. «Сільськогосподарська депресія» вплинула насамперед на зерновий сектор, зосереджений у Кастилії, оскільки експорт скоротився, хоча він також вплинув на інші сектори, такі як цукровий буряк чи м'ясо — наприклад, галісійське тваринництво втратило зовнішні ринки збуту у Великій Британії.

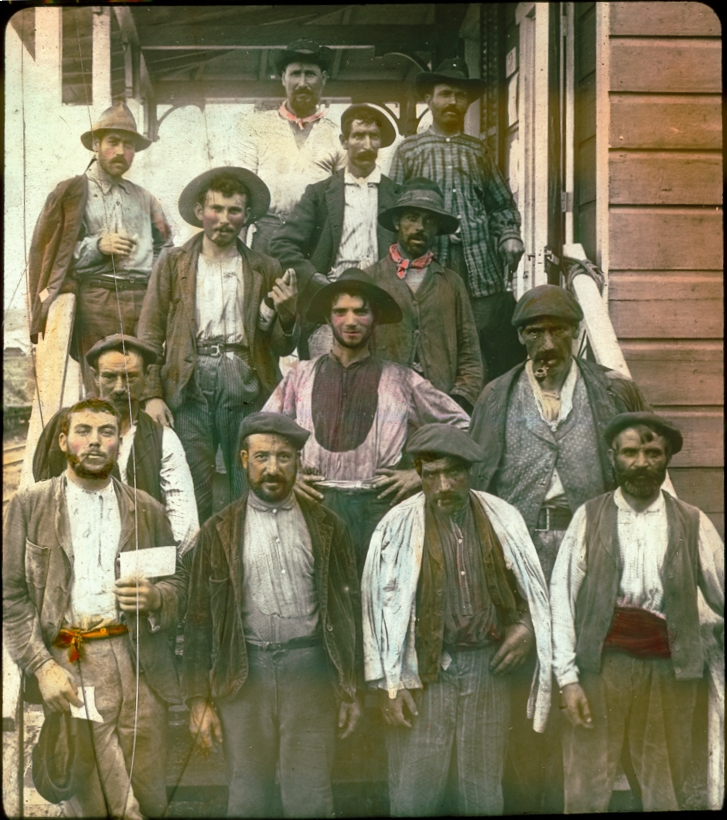
Іспанські робітники на будівництві Панамського каналу (бл. 1900 р.)

Як наслідок аграрної кризи, заробітна плата поденних робітників стагнувала — між 1870 і 1890 роками середня заробітна плата становила одну песету в день за звичайну роботу і трохи більше під час збирання врожаю, що значно нижче європейської сільськогосподарської заробітної плати — і багато дрібних землевласників та фермерів-орендарів збанкрутували, багато з них вирішили емігрувати. Таким чином, із 725 000 осіб, які емігрували між 1891 і 1900 роками до Південної Америки — переважно до Аргентини, Уругваю та Бразилії, а також до Куби — 65 % були фермерами. Середньорічна кількість емігрантів у період 1882—1889 років становила 62 305 і 59 072 між 1890 і 1903 роками.
Кастильські власники зернових, особливо виробники пшениці, сформували Аграрну Лігу в 1887 році, щоб змусити уряд прийняти протекціоністські заходи, які вже були погоджені іншими європейськими країнами, і зберегти внутрішній ринок для місцевих зернових, навіть за рахунок споживачів, яким доведеться терпіти вищі ціни та витрачати більшу частину свого доходу на купівлю продуктів харчування, що в довгостроковій перспективі загальмує індустріалізацію. До протекціоністської кампанії приєдналися каталонські текстильні промисловці, які дуже постраждали від аграрної депресії, оскільки це призвело до падіння їхніх продажів.. Таким чином було сформовано спільний кастильсько-каталонський фронт, який був офіційно оформлений святкуванням у Барселоні в 1888 році Національного економічного конгресу — наступного десятиліття до нього приєднаються баскські металургійні роботодавці. Того ж року масова демонстрація та зібрання відбулися у Вальядоліді, а потім інші в Севільї, Гвадалахарі, Таррагоні та Боржес-Бланкасі (Лерида). А в січні 1889 р. Аграрна ліга провела ІІ Збори.

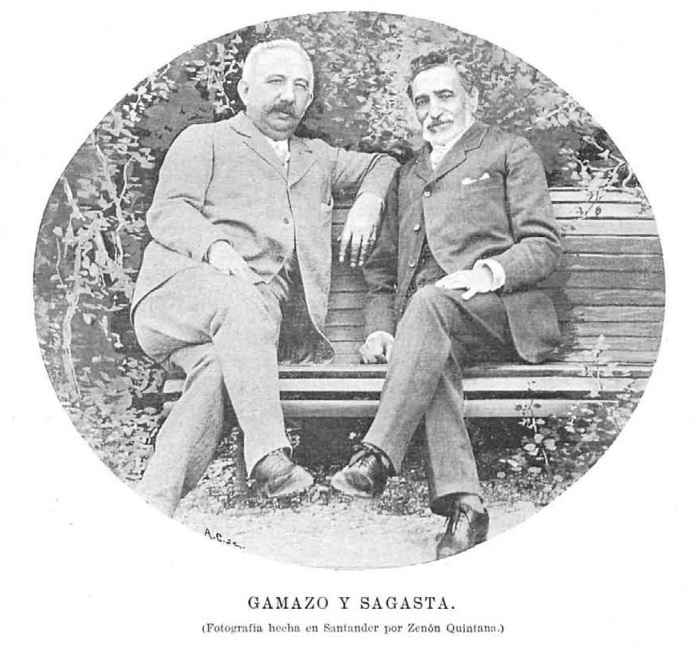
Герман Гамазо та Пракседес Матео Сагаста.

На чолі Аграрної ліги стояв Герман Гамазо, міністр заморських територій в уряді Сагасти, хоча його дії більше відповідали інтересам фракції політичних друзів, яку він очолював, ніж тиску аграрних землевласників, об'єднаних у Лігу. Ось що пояснює, чому «gamacistas» не підтримували протекціоністський рух до літа 1888 року — незважаючи на те, що він почався набагато раніше — використовуючи його в політичній операції переслідування Сагасти різними ліберальними фракціями,, і що вони поставили припинили це, коли влітку наступного року вони шукали угоди із Сагастою.
Таким чином, боротьба за протекціонізм і вільну торгівлю спровокувала напругу всередині уряду Сагасти, оскільки більшість його членів, очолюваних Сегізмундо Морет, державним міністром, все ще залишалися вірними політиці протекціонізму, залишалися вірними політиці вільної торгівлі, яку традиційно підтримували ліберали. Фактично це був перший уряд Сагасти, який у 1881 році скасував призупинення базової квінти тарифної реформи Лауреано Фігероли, схваленої в 1869 році під час Sexenio Democrático, яка передбачала поступове зняття всіх тарифних бар'єрів. Однак ліберали поступово переглядали свої пропозиції щодо вільної торгівлі, починаючи з самого Морета, доки вони не прийняли «прагматичний третій шлях», який полягав у непідвищенні тарифів і в той же час не застосуванні зниження тарифів, передбачене п'ятою базою тарифу Фігерола.

## Стабілізація політичного режиму Реставрації (1890—1895)
Перша половина останнього десятиліття 19 століття була періодом «повноти» політичного режиму Реставрації, встановленого Антоніо Кановасом дель Кастільйо після Sexenio Democrático. Після цих п'яти років відносної стабільності, протягом яких нормалізувався поворот між консерваторами та лібералами, режиму довелося зіткнутися з «декількома проблемами, які не входили до його політичного порядку денного: питання робітників, кристалізація периферійного націоналізму і, нарешті, сама колоніальна справа, яка призвела спочатку до кубинської війни за емансипацію, а пізніше до іспано-американської війни, поразка якої ознаменувала останню кризу століття».

### Консервативний уряд Кановаса дель Кастільйо (1890—1892)

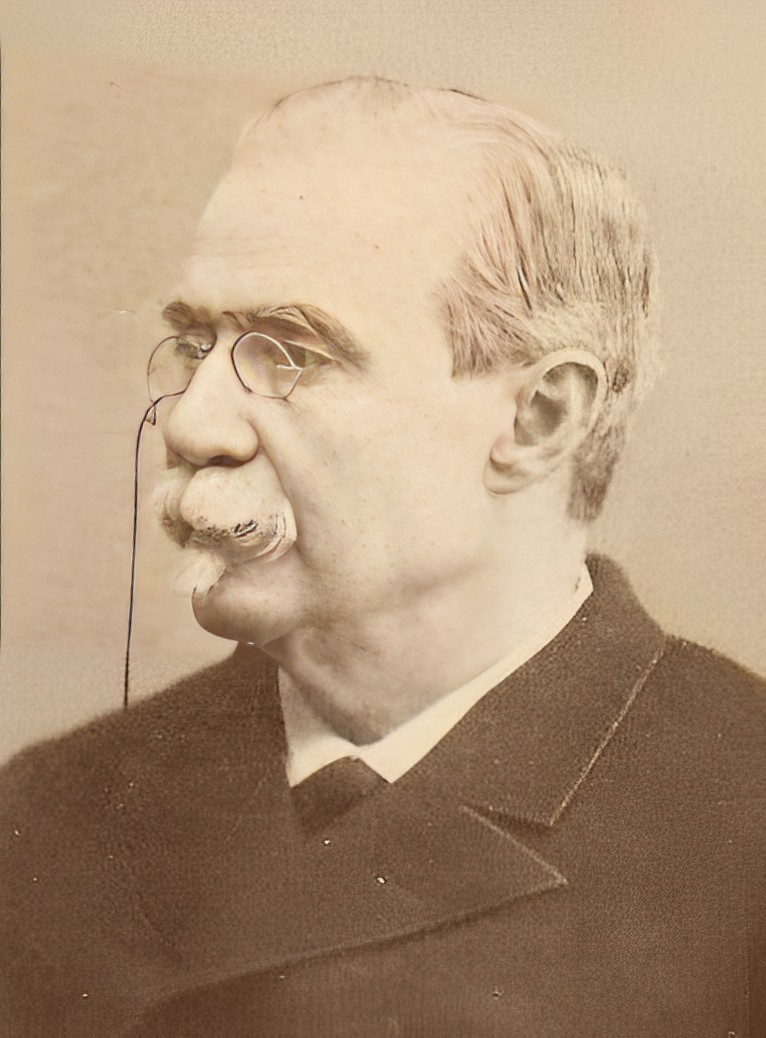
Антоніо Кановас дель Кастільйо, лідер Консервативної партії та архітектор політичного режиму Реставрації, також відомого як кановістська система.

Після того, як його програма реформ була завершена із затвердженням загального (чоловічого) виборчого права, Сагаста змінив Кановаса дель Кастільйо, який сформував уряд у липні 1890 року, лише через кілька днів після того, як закон було проголосовано в парламенті. Очевидно, безпосередньою причиною зміни стала погроза Сагасті з боку Франсіско Ромеро Робледо оприлюднити певні документи про концесію залізниці на Кубі, до якої була причетна його дружина — «кубинський потентат заплатив понад 40 000 золотих песет за документи, які через кілька місяців були знищені Моретом». Скандал Мадридського Карселя Модело — в руках лібералів, а також міської ради столиці — також мав вплив, коли про це стало відомо, в результаті розслідувань, проведених у зв'язку зі злочином на вулиці Фуенкарраль, що в'язні входили та виходили з в'язниці вільно — депутат-консерватор Франсіско Сильвела звинуватив уряд у тому, що він не спромігся «зробити в'язниці обов'язковими для тих засуджених, які мали ресурси для телефонного зв'язку».
Новий уряд не змінив реформи, запроваджені лібералами. Це було підтверджено в Посланні Регента на інавгурації Кортесів, обраних у 1891 році: «Уряд не має наміру представляти на ваш розгляд жодну з політичних і правових реформ, які, проведені в перші дні Регентства, становлять законну держава, гідна поваги».
У такий спосіб, за словами Суареса Кортіни, «основна риса кановістської системи була таким чином закріплена: консерватизм поважав ліберальні досягнення, так що режим був консолідований на основі балансу між збереженням і прогресом». З цієї причини саме уряд Кановаса очолював перші вибори шляхом загального голосування, що відбулися в лютому 1891 року, під час яких знову запрацювала машина шахрайства, а консерватори отримали значну більшість у Конгресі депутатів (253 місця, порівняно з 74 у лібералів і 31 у республіканців). Кановас уже заявляв, що не боїться «практичної реалізації» загального виборчого права, незважаючи на те, що кількість виборців зросла з 800 000 до 4 800 000.

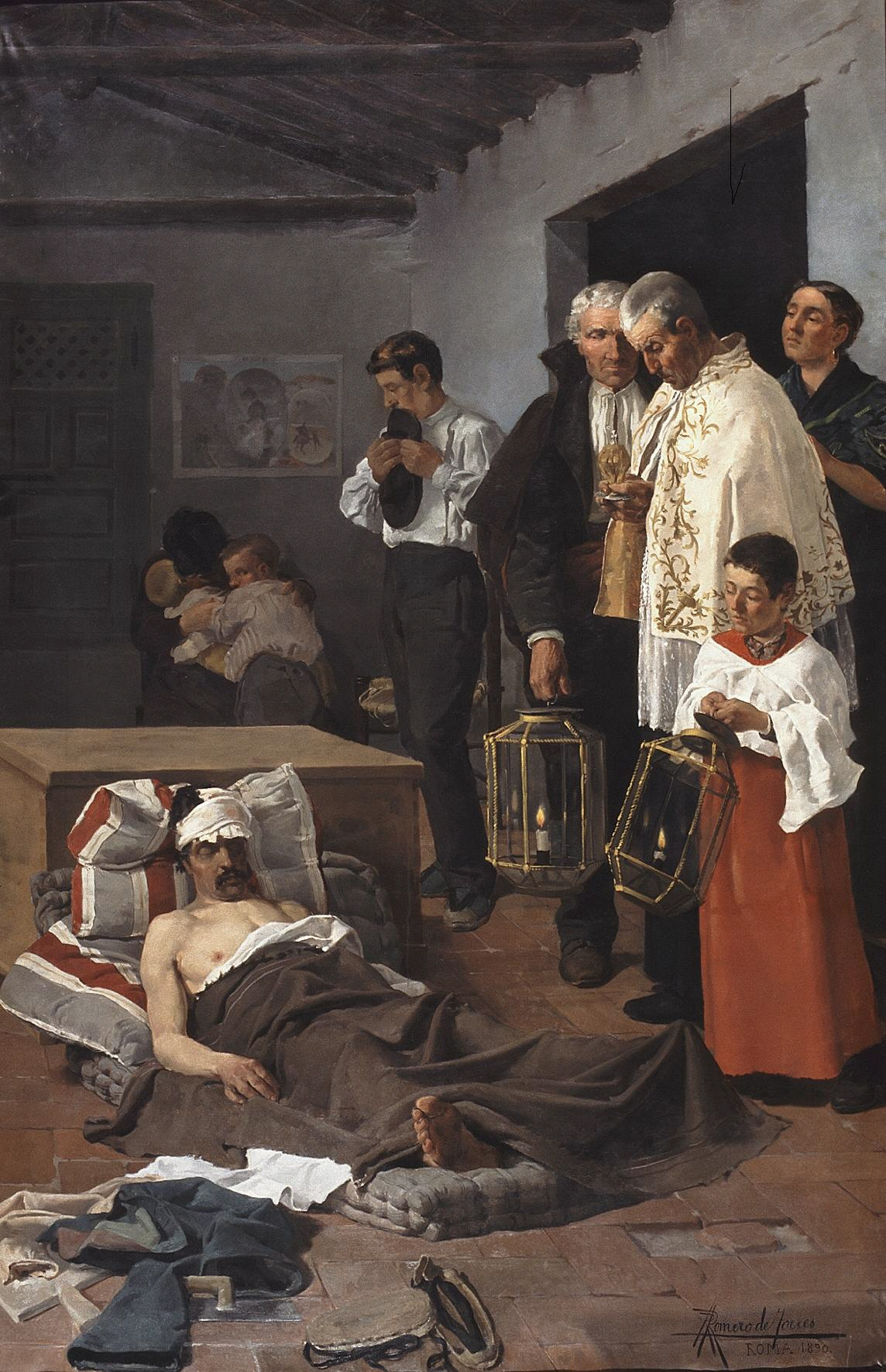
Поранений муляр або Останні таїнства (1890), Рафаель Ромеро де Торрес. Ця картина показує, як до соціального питання підходили ідеологічні сектори, які виступали проти державного втручання, і який був засуджений, серед багатьох інших, президентом уряду Кановасом дель Кастільйо.

Уряд Кановаса дель Кастільо оголосив, що після завершення політичних і правових реформ він надасть перевагу економічним і соціальним питанням, «розробивши режим ефективного захисту для всіх галузей праці», приділяючи особливу увагу «всьому щодо інтересів робітничого класу», хоча в цьому останньому пункті не було досягнуто прогресу через опозицію, яку зустріли спроби затвердити перші соціальні закони, навіть у лавах самої консервативної партії. Так, наприклад, депутат Альберто Бош-і-Фустегерас із фракції Ромеро Робледо виступив проти обмеження робочого часу жінок і дітей із таким аргументом:
Обмежувати роботу — найогидніша й найдивніша з тираній; обмежувати роботу дитини — це перешкоджати технологічній освіті та навчанню; обмежити роботу жінок… означає навіть заборонити матері робити найпрекрасніші жертви…жертви, необхідні в деяких випадках для підтримки домашнього господарства сім'ї.
Коли наприкінці 1890 року президент Кановас дель Кастільйо говорив в Атенео де Мадрид про необхідність державного втручання для вирішення соціального питання, стверджуючи про недостатність моральних установок — милосердя багатих і покори бідних, традиціоналістський католицький учений Хуан Мануель Орті-і-Лара звинуватив його в «падінні в безодню соціалізму, порушуючи принципи справедливості, які освячують право на власність», а потім похвалив «службу жебрацтва, [яка] не є огидною для релігії; навпаки, релігія санкціонувала це… і облагороджує. […] Видовище жебрацтва… [підбадьорює] християнський дух».
Найважливішим заходом, вжитим урядом, був так званий закон Аранселя Кановаса 1891 року, який скасував вільну торгівлю Аранселя Фігероли 1869 року та встановив жорсткі протекціоністські заходи для іспанської економіки, які були доповнені схваленням наступного року Ley de Relaciones Comerciales con las Antillas (Закон про комерційні відносини з Антильськими островами). За допомогою цього тарифу уряд задовольнив потреби певних економічних секторів — кастильського зернового господарства; каталонський текстиль — крім приєднання до міжнародної тенденції на користь протекціонізму на шкоду вільній торгівлі. Кановас пояснив відмову від вільної торгівлі в памфлеті під назвою De cómo he venido yo a ser doctrinalmente proteccionista (Як я став доктринальним протекціоністом), де він виправдовував це радше іспанськими націоналістичними причинами, ніж економічними.

### Виникнення каталонського та баскського націоналізму
У 1892 році, коли уряд Кановаса організував заходи з нагоди відзначення IV-сторіччя відкриття Америки, відбулися дві події, які мали велике значення для майбутнього: затвердження нещодавно створеної Каталанської Унії, першої повністю політичної організації Каталонський націоналізм, Базис де Манреза, основоположний документ політичного каталонізму; і публікація книги Сабіно Арана Bizkaya por su independencia, основоположного документа баскського націоналізму.

#### Каталонський націоналізм:Unió Catalanistaта базиc Манреса

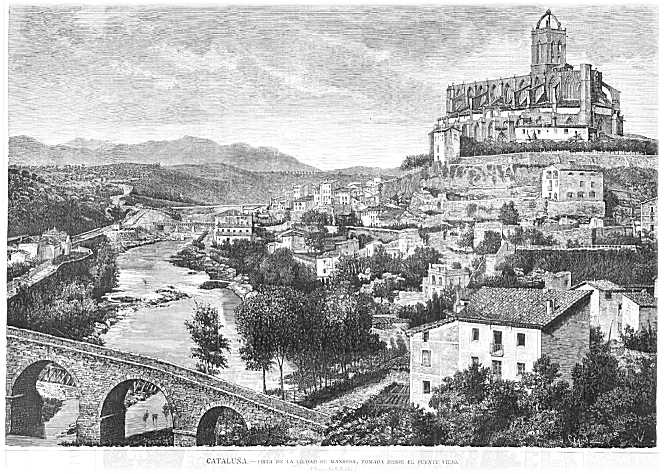
Манреза в 1881 році.

У 1891 році Ліга Каталонії запропонувала створити Каталонський союз, який одразу ж здобув підтримку каталонських організацій і газет, а також окремих осіб — на відміну від того, що сталося чотири роки тому з невдалим Гран-радою Регіональної Каталонії, запропонованою Бернатом Торрохою, президентом Associació Catalanista de Reus, яка мала на меті об'єднати президентів каталонських організацій і редакторів відповідних газет. У березні 1892 року Unió провела свою першу асамблею в Манрезі, на якій були присутні 250 делегатів, які представляли приблизно 160 місцевостей, де були затверджені Bases per a la Constitució Regional Catalana, більш відомі як Bases de Manresa, які часто вважаються «засновницьким документом політичного каталанізму», принаймні того, що має консервативне коріння.
«Базис — це автономістський проект, який зовсім не підтримує незалежність, традиційного та корпоративного характеру. Структурований у сімнадцяти статтях, вони виступають за можливість модернізації цивільного права, виключний офіційний статус каталонської мови, резервування для вихідців з державних посад, включаючи військові посади, комарку як основну адміністративну одиницю, виключний внутрішній суверенітет, корпоративно обрані суди, вищий апеляційний суд, розширення муніципальних повноважень, добровільну військову службу, орган громадського порядку та власну валюту та освіту чутливий до каталонської специфіки».

#### Баскський націоналізм: Сабіно Арана та заснування PNV

Ikurriña з пропорціями оригінального проекту братів Луїса та Сабіно Арана.

У 1892 році Сабіно Арана Гоїрі публікує книгу Bizkaya por su independencia, яка є основоположним документом баскського націоналізму. Арана народився в 1865 році в елізаті Абандо, який наприкінці 19 століття був приєднаний до Більбао, в буржуазній, католицькій і карлістській родині. У Великодню неділю 1882 року, коли йому було 17 років, його «навернення» від карлізму до біскайського націоналізму відбулося завдяки його брату Луїсу Арані, який переконав його — факт, що в 1932 році, коли минуло 50 років тому, PNV відзначав як перший Аберрі Егуна або День батьківщини басків. «Відтоді Сабіно присвятив себе вивченню баскської мови (якої він не знав, оскільки іспанська мова була мовою його родини), історії та закону (Фуерос) Біскаї, який ратифікував його в одкровення його брата Луїса: Біская не була Іспанією».

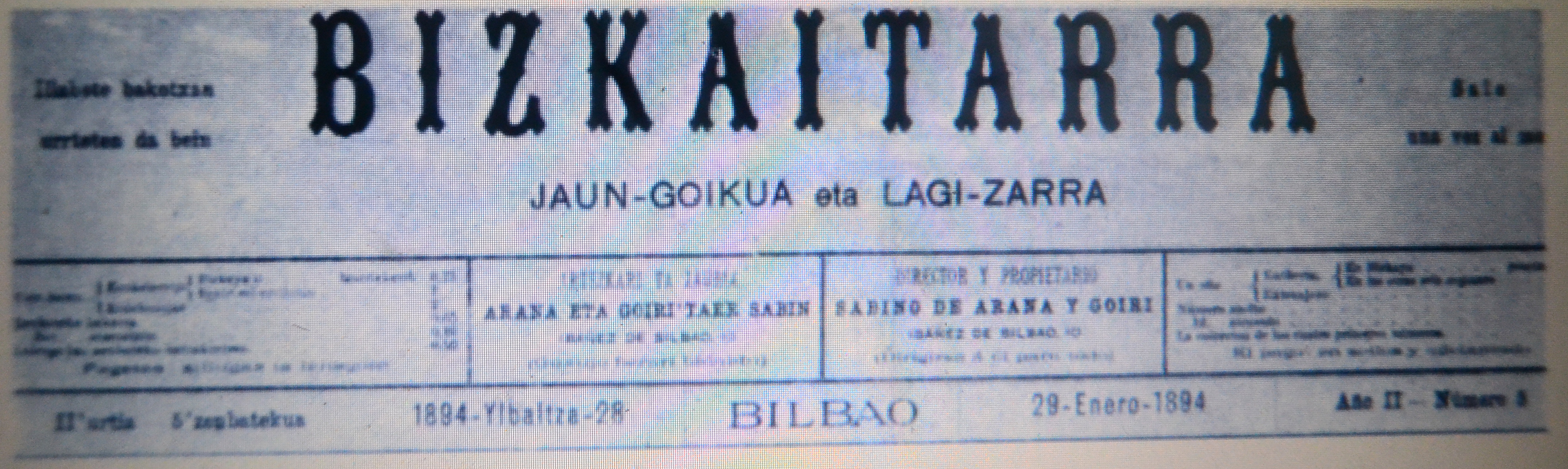
Заголовок газети Bizkaitarra з девізом Jaun-Goikua eta Lagi Zarra («Бог і старий закон»), який також буде девізом PNV.

Його політична доктрина була конкретизована в червні наступного року в його промові Larrazábal, виголошеній перед групою euskalerriacos fueristas на чолі з Рамоном де ла Сота. У ньому він пояснив, що політичною метою книги Bizcaya por su independencia було пробудити національну свідомість біскайців, оскільки Іспанія була не їхньою батьківщиною, а Біская, і він прийняв гасло Jaun-Goikua eta Lagi-Zarra (JEL, «Бог і старий закон»), синтез його націоналістичної програми. Того ж 1893 року він почав видавати газету Bizkaitarra, у якій оголосив себе «антилібералом» і «антиіспанцем» — за останнє, за що він дотримувався дуже радикальних ідей, він провів півроку у в'язниці і газету було призупинено. У 1894 році Арана заснував Euskeldun Batzokija, перший батзокі, дуже закритий націоналістичний і католицький фундаменталістський центр, оскільки він мав лише сто членів через жорсткі умови прийому. Він також був закритий урядом, але це був ембріон Баскської націоналістичної партії (Eusko Alderdi JELtzalea, EAJ-PNV), таємно заснованої 31 липня 1895 року — на свято Св. Ігнатія Лойоли, яким захоплювався Арана. Через два роки Арана прийняв неологізм Euskadi — країна раси Euzkos або Basques — оскільки йому не подобалася традиційна назва Euskalerria — людей, які говорять Euskera.
Баскська націоналістична пропозиція Сабіно Арана базувалася на таких ідеях:
- «Органічно-історична» (або «есенціалістична») концепція баскської нації — нації завжди існували незалежно від волі їхніх мешканців — чиїм власним «існуванням» є католицька релігія та баскська раса, ідентифікована за прізвищами, а не за місце народження, отже вимога мати перші чотири баскські прізвища, щоб бути членом перших бацокі, хоча PNV пізніше скоротила їх до однієї, а не до баскської мови, у чому вона помітно відрізнялася від каталонського націоналізму, чиї найважливіші рисою особистості була мова. «Якби нам дали вибір між Біскайською країною, населеною макетами, які розмовляли лише баскською мовою, та Біскайською країною, населеною біскайськими жителями, які розмовляли лише кастильською, ми б без вагань обрали останню, оскільки біскайська речовина з екзотичними випадками, які можна усунути та замінити природними вони кращі, ніж екзотична речовина з біскайськими властивостями, які ніколи не можуть це змінити», — написала Сабіна Арана у своїй опускулі Errores Catalanistas 1894 року.

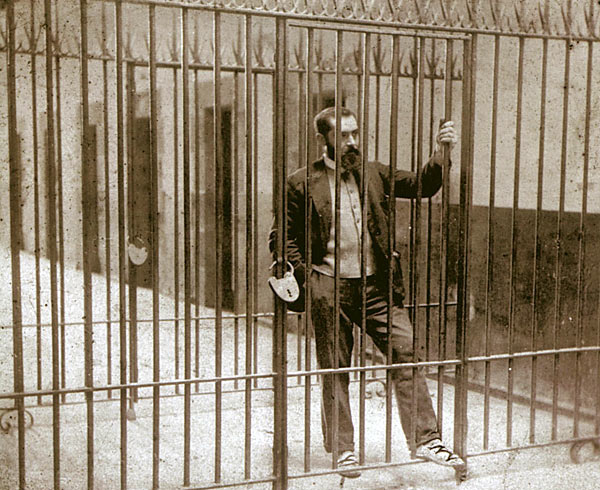
Сабіно Арана у в'язниці Ларрінага в 1895 році.

- Католицький інтегралізм і провіденціалізм спонукають його відкинути лібералізм, оскільки він «відводить нас від нашої кінцевої мети, якою є Бог», і, отже, вимагати незалежності від ліберальної Іспанії, і таким чином досягти релігійного порятунку баскського народу. «Біская, залежна від Іспанії, не може звернутися до Бога, не може бути католиком на практиці», — стверджував він, і тому проголосив, що його заклик до незалежності «ТІЛЬКИ БОГОМ ПРОЛУНАЛО».
- Баскська нація сприймалася як антагоністична щодо іспанської нації — це різні «раси» — оскільки вони були ворогами з давніх часів. Біская, як Гіпускоа, Алава та Наварра, завжди боролася за свою незалежність від Іспанії, чого вони досягли, коли «іспанські» королі не мали іншого вибору, як надати їм свої привілеї. Відтоді, згідно з Араною, чотири території були незалежними від Іспанії та одна від одної, поки в 1839 році фуеро не були підпорядковані Конституції Іспанії, оскільки, за словами Арани, на відміну від прихильників фуеро, баскські фуеро та Конституція Іспанії були несумісними. «39 року Біская остаточно підпала під владу Іспанії. Наша батьківщина Біская, з незалежної нації, якою вона була, з власною владою та правами, стала в той день іспанською провінцією, частиною найбільш приниженої та жахливої нації в Європі», — написав Арана в 1894 році.

- Баскський народ — визначений расово, а не лінгвістично чи культурно — був «вироджений» у результаті тривалого процесу, який завершився у 19 столітті зі зникненням фуеро. У цьому процесі іспанські іммігранти, які прибули — «вторглися», за Араною — у Країну Басків, щоб працювати на її шахтах і фабриках — maquetos — винні у всьому злі: у зникненні традиційного суспільства — з індустріалізацією, звідси початковий антикапіталізм Арани та ідеалізація сільського світу: «Нехай Біская буде бідною і не матиме нічого, крім полів і худоби, і тоді ми будемо патріотичними та щасливими» — і її культури, заснованої на католицькій релігії — з приходом сучасних антирелігійних ідей, таких як «безбожництво, будь-яка аморальність, богохульство, злочин, свобода думки, невіра, соціалізм, анархізм…» — і занепад баскської мови.
- Єдиний спосіб покласти край «виродженню» баскської раси — відновити її незалежність від Іспанії, повернувшись до ситуації до 1839 року — фундаментальним, за Араною, було вимагати скасування закону 1839 року, а не той 1876. Як тільки буде досягнуто незалежності, Конфедерація Баскських держав буде сформована з колишніми форальними територіями по обидва боки Піренеїв — Біская, Гіпускоа, Алава та Наварра, на південному боці; Бенабарре, Лапурді і Субероа, на північному боці. Ця Конфедерація, яку він назвав Euskadi, базуватиметься на «єдності раси, наскільки це можливо» та на «католицькій єдності», так що вона включатиме лише басків раси та конфесійних католиків, виключаючи не лише іммігрантів Мачете, але й Баски ліберальної, республіканської чи соціалістичної ідеології.

### Падіння консерваторів і повернення лібералів (1893—1895): анархічний тероризм

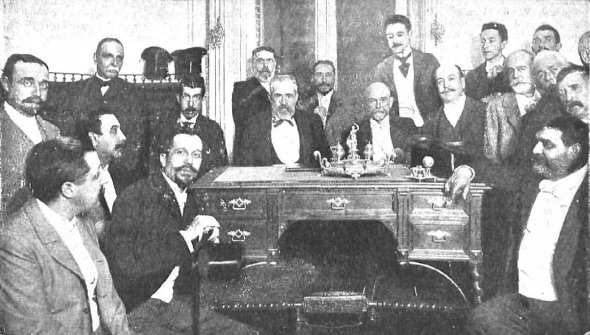
Франсіско Ромеро Робледо (сидить праворуч за столом) і його група політичних друзів.

У консервативному уряді Кановаса співіснували дві протилежні тенденції консерватизму, представлені Франсіско Ромеро Робледо — який повернувся до лав Консервативної партії після невдалого досвіду з Ліберально-реформістською партією — і Франсіско Сильвела. Перший втілював «домінування клієнтелістської практики, маніпуляції на виборах і торжество найгрубішого прагматизму», тоді як другий представляв «консервативний реформізм», який прагнув «відновити престиж закону та припинити всі зловживання, усі порушення». Президент Кановас дель Кастільйо схилявся до «прагматизму» Ромеро Робледо перед обличчям нової ситуації, створеної введенням загального виборчого права, тому Сильвела залишив уряд у листопаді 1891 року, і його відхід спровокував найбільшу внутрішню кризу в історії Консервативної партії.
У грудні 1892 року випадок корупції в міській раді Мадрида спровокував кризу в уряді Кановаса, яку регент вирішив, знову викликавши Сагасту — під час дебатів, що відбулися в Конгресі, розрив між Кановасом і Сілвелою завершився, коли останній згадав про обов'язок «терпіти боса», що спонукало до гнівної відповіді першого. Сагаста, дотримуючись звичаїв кановістської системи, домігся указу про розпуск парламенту та призначення нових виборів, щоб отримати широку більшість для підтримки нового уряду. Вибори відбулися в березні 1893 року, і, як і слід було очікувати, вони стали гучним тріумфом для кандидатів від уряду (ліберали отримали 281 депутата проти 61 для консерваторів — розділених між кановістами, 44, і сильвелістами, 17 — плюс 7). Карлісти, 14 республіканських посібілістів і 33 республіканські юніоністи.
Сагаста сформував уряд, названий нотаблями, тому що до нього увійшли всі лідери фракцій ліберальної партії, включно з генералом Лопесом Домінгесом, який повернувся до їхніх лав, і республіканськими посибілістами Еміліо Кастеляром, якого Кановас змусив публічно зректися своєї республіканської віри голосом Мельчор Альмагро, і довелося докласти зусиль, щоб узгодити «праві» та «протекціоністські» позиції Германа Гамазо з «лівими» та «вільною торгівлею» позиції Сехізмундо Морета. Гамазо, голова портфеля Казначейства, запропонував досягти збалансованого бюджету, але його проект був розчарований збільшенням витрат, спричиненим короткою війною Маргалло, яка відбулася навколо Мелільї між жовтнем 1893 і квітнем 1894. Причиною війни став конфлікт, що виник через будівництво форту в районі Сіді-Гуаріах, де були мечеть і кладовище, що рифійці вважали оскверненням. Відбулися важкі бої, у яких виділялася облога Фуерте де Кабрерізас Альтас, оточена приблизно 1000 чоловіками, що призвело до 41 убитого та 121 пораненого серед іспанських сил.
Зі свого боку, міністр закордонних справ Антоніо Маура, зять Гамазо, розпочав реформу колоніального та муніципального режиму Філіппін, щоб забезпечити їм більшу адміністративну автономію, незважаючи на спротив, який це викликало серед певних секторів. іспанського націоналізму та церкви, але він зазнав невдачі у своїй спробі зробити те саме на Кубі, оскільки реформа здавалася занадто просунутою для Іспанського конституційного союзу, в той час як вона не задовольняла прагнення Кубинської автономістичної ліберальної партії. Проект був відхилений парламентом, де його назвали непатріотичним, а міністра Мауру навіть назвали флібустьєром, дурнем і божевільним. Маура та його тесть Герман Гамазо пішли у відставку, що спричинило серйозну кризу в уряді Сагасти.

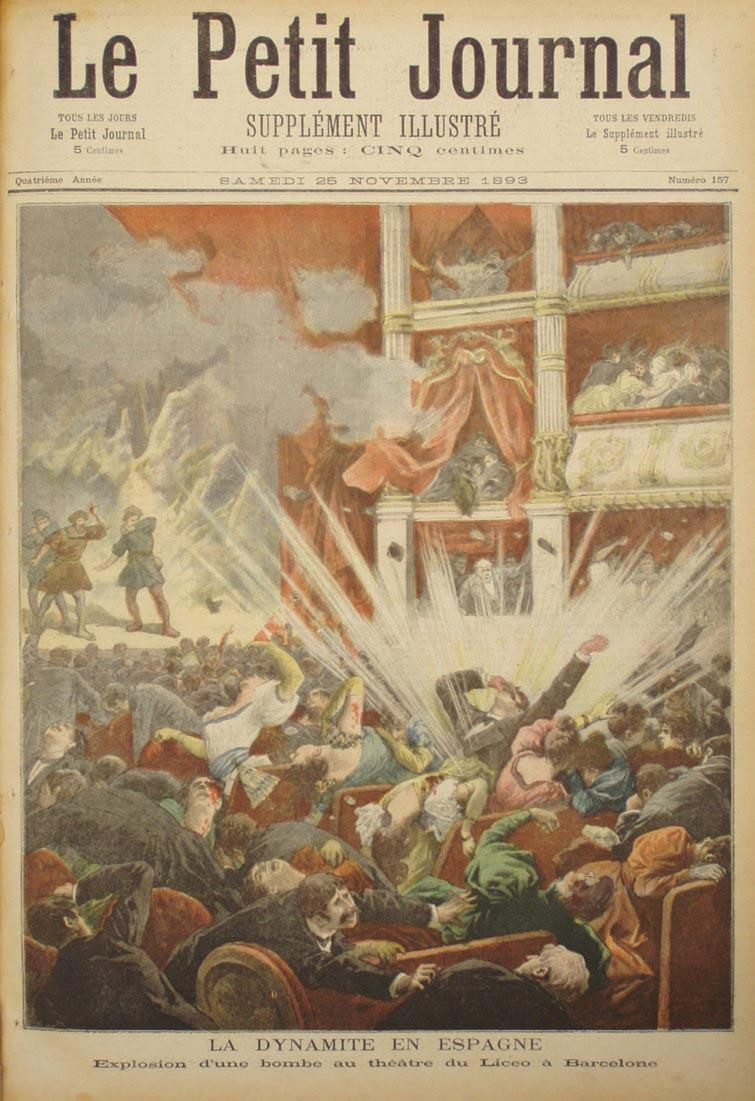
Ілюстрація з Le Petit Journal про бомбардування Лісеу анархістом 7 листопада 1893 року, в результаті якого загинуло 22 людини та 35 було поранено.

Серйозною проблемою, з якою довелося зіткнутися уряду, був анархічний тероризм «пропаганди вчинком», виправданий його прихильниками як відповідь на насильство держави, що також робило життя багатьох робітників безнадійними. Як форма реплесалії проти жорстоких репресій поліції. Його основним сценарієм стало місто Барселона. Перший серйозний напад стався в лютому 1892 року на Королівській площі в Барселоні, в результаті чого загинув ганчірник і було поранено кількох людей. Перший з яскраво політичною метою відбувся 24 вересня 1893 року і був спрямований проти генерала Арсеніо Мартінеса Кампоса, генерал-капітана Каталонії та однієї з ключових фігур Реставрації. Мартінес Кампос був лише легко поранений, але одна людина загинула, а інші отримали різні поранення. Автор нападу, молодий анархіст Паулі Паллас, який був застрелений через два тижні, виправдав це як розплату за інциденти, які мали місце півтора року тому в Херес-де-ла-Фронтера, коли в ніч на 8 січня 1892 рік, приблизно 500 селян намагалися захопити місто, щоб звільнити кількох співв'язнів у в'язниці, при цьому двоє сусідів і один із нападників загинули. Почалися невибіркові репресії проти андалузьких робітничих організацій — чотирьох робітників було страчено через військовий суд, а шістнадцять більше було засуджено до довічного ув'язнення; усі вони засуджували, що їхні зізнання були отримані тортурами. Помста, яку оголосив Пауліно Паллас незадовго до пострілу, здійснилася через три тижні, коли 7 листопада анархіст Сантьяго Сальвадор кинув дві бомби в кіоски театру Лісеу в Барселоні, хоча лише одна вибухнула, убивши 22 людини і поранивши ще 35.
Нарешті уряд упав у березні 1895 року, оскільки Сагаста пішов у відставку, коли він відмовився прийняти вимогу генерала Мартінеса Кампоса, щоб журналісти двох газет, чиї редакції зазнали нападу з боку групи офіцерів, незадоволених опублікованою ними новиною, яку вони вважали образливою, судити військовими трибуналами. Кановас повернувся на посаду президента уряду. За місяць до цього почалася війна на Кубі.

### Війна Маргалло (1893—1894)

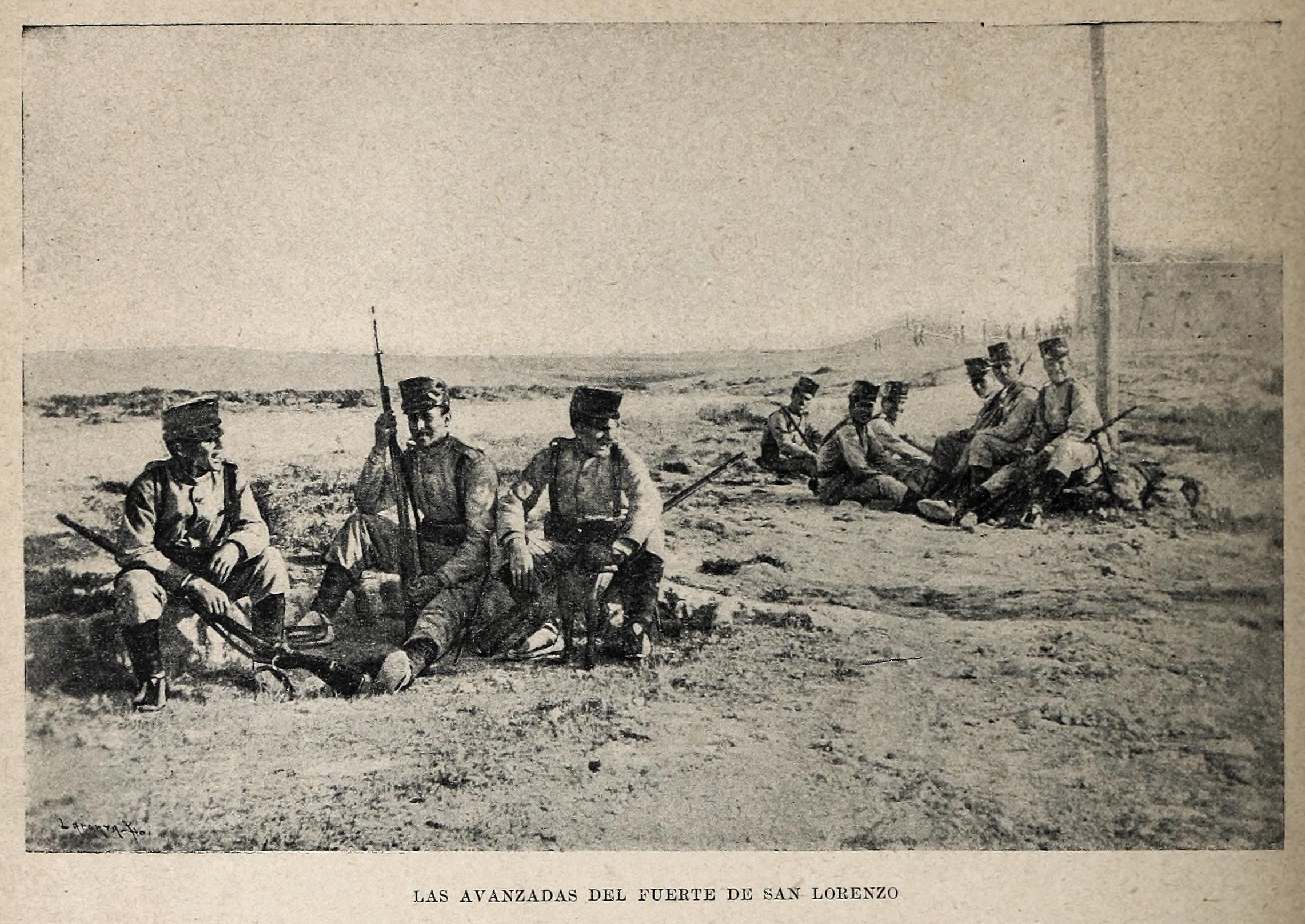
Іспанські війська з форпостів форту Сан-Лоренцо в Мелільї (Blanco y Negro, 4 листопада 1893 р.).

У 1893 році мусульмани Мелільї виступили проти будівництва форту Непорочного Зачаття в Сіді-Гуаріах і 3 жовтня влаштували напад. 1463 солдати гарнізону Мелільї повинні були протистояти від 8000 до 10 000 мусульман. Міністр Хосе Лопес Домінгес надіслав як підкріплення під командуванням генерала Ортеги загалом 350 солдатів. Під час контратаки 28 жовтня губернатор Хуан Гарсія і Маргалло загинув біля дверей форту Кабрерізас Альтас. Для підтримки іспанських військ бомбардуванням із моря був направлений флот. Згодом на півострові була створена експедиційна армія під командуванням генерал-капітана Арсеніо Мартінеса Кампоса, 20 000 осіб. Ці війська прибули до Мелільї 29 листопада, створивши стримуючий ефект, і бої припинилися. Після цього Іспанія завершила будівництво форту. 5 березня 1894 року Мартінес Кампос підписав із султаном Феський договір, за яким він зобов'язався гарантувати мир у регіоні та компенсував Іспанії 20 мільйонів песет.

## Криза кінця століття (1895—1902)

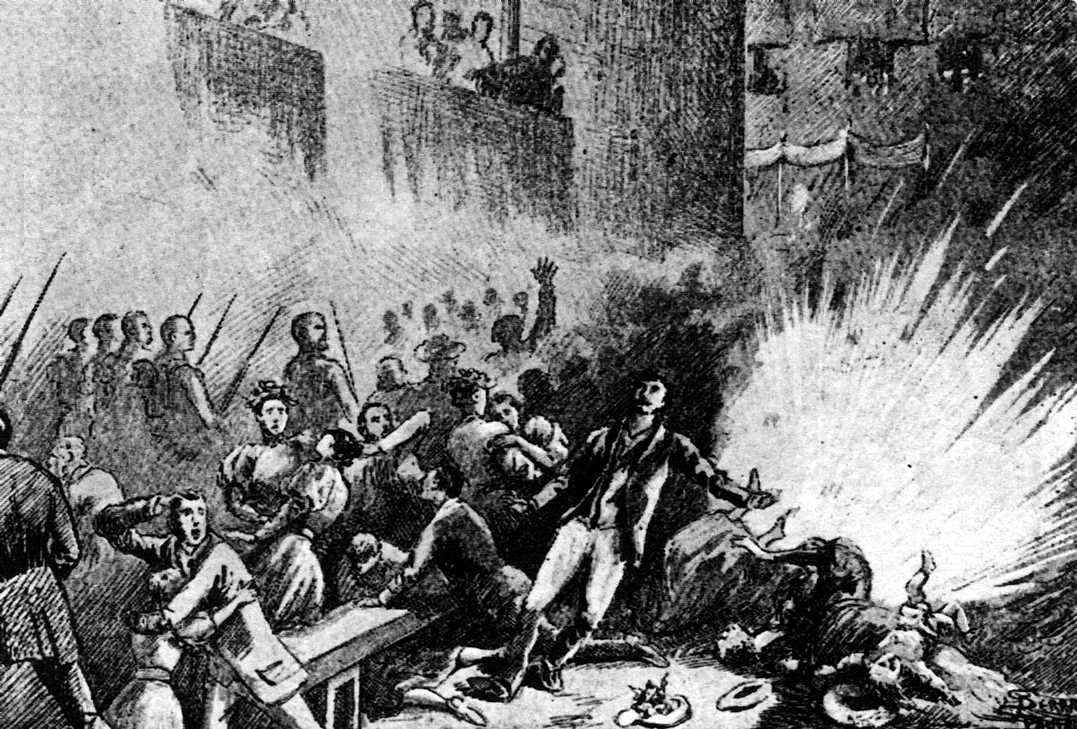
Малюнок, що відтворює момент вибуху бомби під час процесії Корпус-Крісті 1896 року на вулиці Канвіс-Нус у Барселоні. Подальші репресії, відомі як процес Монтжуїк, викликали хвилю національних і міжнародних протестів.

Криза кінця століття була спровокована Кубинською війною за незалежність, яка почалася в лютому 1895 року і закінчилася поразкою Іспанії в іспано-американській війні 1898 року. Але на внутрішньому рівні важливу роль також відіграв анархічний тероризм, чий напад із більшим резонансом стався в Барселоні 7 червня 1896 року під час проходження процесії Корпус-Крісті вулицею Канвіс-Нус, під час якої шестеро людей загинули на місці, а ще сорок два були поранені. Поліцейські репресії, що послідували за цим, були жорстокими та невибірковими та спричинили знаменитий процес Монтжуїк, під час якого 400 «підозрюваних» було ув'язнено в замку Монтжуїк, де їх жорстоко катували — «виривали цвяхи, розчавлювали ноги пресами, електричні каски, сигари гасять на шкурі…». Згодом кілька військових судів засудили 28 осіб до смертної кари — п'ятьох із яких було страчено — і 59 інших — до довічного ув'язнення — 63 були визнані невинними, але були депортовані в Ріо-де-Оро. Суд над Монтжуїком мав великий міжнародний резонанс, враховуючи сумніви щодо доказів, на яких ґрунтувалися вироки — в основному зізнання обвинувачених, отримані під тортурами, — що також супроводжувалося кампанією в іспанській пресі проти уряду та «кати», у якому відзначився молодий журналіст Алехандро Леррус, директор мадридської республіканської газети El País. Під назвою Las infamias de Montjuïc (Ганьба Монтжуїка) він місяцями публікував розповіді про закатованих — крім того, Лерру здійснив пропагандистський тур Ла-Манчею та Андалусією. У цій піднесеній атмосфері протестів проти процесу Монтжуїк 8 серпня 1897 року сталося Вбивство Антоніо Кановаса дель Кастільйо італійським анархістом Мікеле Анджолілло. Пракседес Матео Сагаста мав взяти на себе керівництво урядом.

### Кубинська війна (1895—1898)

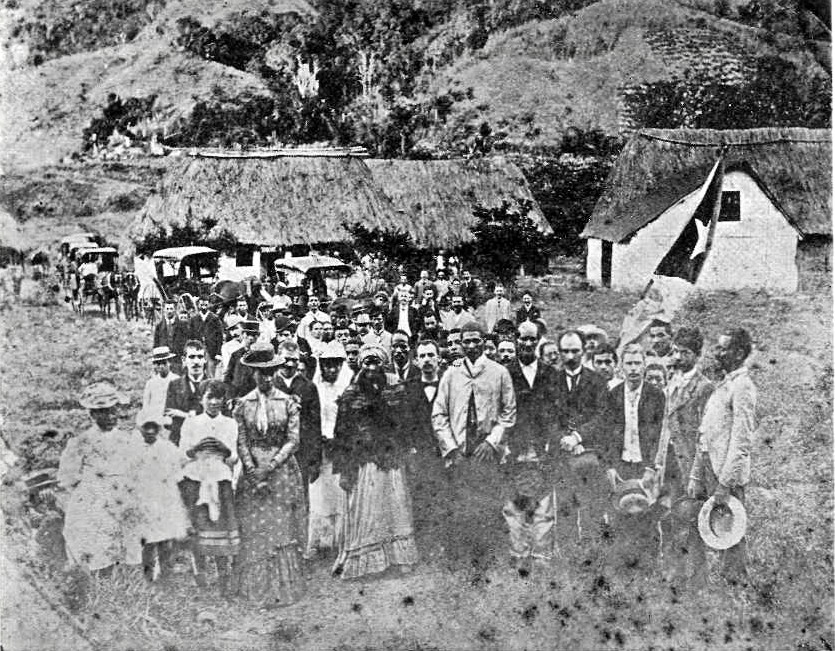
Хосе Марті (четвертий справа) на пропагандистському мітингу Кубинської революційної партії в 1892 році.

Політика Іспанії щодо Куби після підписання «Заньйонського миру» 1878 року, який поклав край Десятилітній війні, полягала в її приєднанні до метрополії, ніби це була ще одна іспанська провінція — було надано, як Пуерто-Рико, право обирати депутатів до Конгресу в Мадриді. Ця політика іспанізації, спрямована на протидію кубинському сепаратистському націоналізму, була підкріплена пільгами, наданими для еміграції жителів півострова на острів, чим особливо скористалися галісійці та астурійці — між 1868 і 1894 роками прибуло майже півмільйона людей, із загальною кількістю населення 1 500 000 у 1868. Але уряди Реставрації ніколи не схвалювали надання будь-якої політичної автономії для острова, оскільки вважали, що це буде попереднім кроком до незалежності. Колишній ліберальний міністр у справах заморських територій висловився так: «Багатьма дорогами можна йти до відділення, але дорогою автономії вчення історії кажуть мені, що це залізниця». Куба вважалася «частиною національної території, яку політики повинні зберегти в цілісності».
Таким чином вони відмовилися прийняти пропозиції Кубинської ліберально-автономістської партії, яка, на відміну від Конституційного союзу Іспанії, категорично проти будь-яких поступок, хотіла «отримати мирним і законним шляхом певні політичні інститути для острова, де вони могли брати участь». Чого вони досягли, так це остаточного скасування рабства в 1886 році. Тим часом кубинський націоналізм за незалежність продовжував зростати, живлячись пам'яттю про героїв війни та жорстокість іспанської війни.

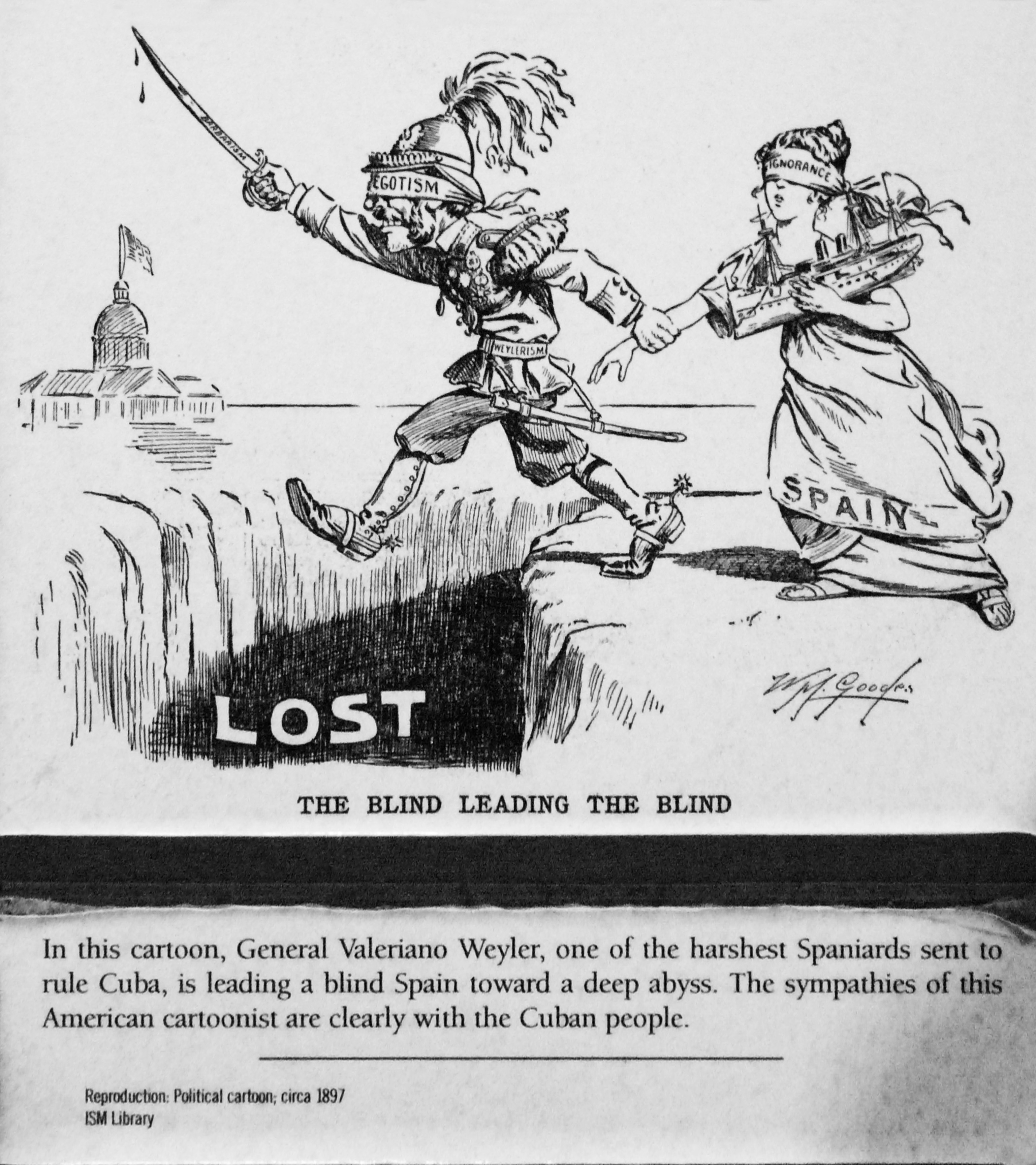
Американська сатирична карикатура на виступ генерала Валеріано Вейлера під час Кубинської війни під назвою El ciego que conduce a la ciega (Сліпий, який веде сліпу).

В останню неділю лютого 1895 року, в день початку карнавалу, на Кубі спалахнуло нове повстання за незалежність, сплановане та кероване Кубинською революційною партією, заснованою Хосе Марті в Нью-Йорку в 1892 році, який помре наступного місяця у протистоянні з іспанськими військами. Іспанський уряд відреагував на це, відправивши на острів важливий військовий контингент — близько 220 000 солдатів мали прибути на Кубу за три роки. У січні 1896 року генерал Валеріано Вейлер звільнив генерала Арсеніо Мартінеса Кампоса, який не зміг покласти край повстанню, від командування, вирішивши вести війну «до останньої людини і до останньої песети». «З новим генерал-капітаном іспанська стратегія радикально змінилася. Вейлер вирішив, що необхідно припинити підтримку, яку борці за незалежність отримували від кубинського суспільства; і з цієї причини він наказав зосередити сільське населення в містах, контрольованих іспанські війська; водночас він наказав знищити посіви та худобу, які могли слугувати постачанням для ворога. Ці заходи дали хороші результати з військової точки зору, але з дуже високою людською втратою. Реконцентроване населення, не маючи санітарних умов і достатньої їжі, почали ставати жертвами хвороб і масово вмирати. З іншого боку, багато селян, не маючи нічого втрачати, вступали до повстанської армії». Жорстокі заходи, застосовані Вейлером, викликали великий вплив на міжнародну громадську думку, особливо у США.
Тим часом у 1896 році на Філіппінському архіпелазі почалося чергове повстання за незалежність під проводом Катіпунана, філіппінської націоналістичної організації, заснованої в 1892 році. На відміну від Куби, повстання було зупинено в 1897 році, хоча генерал Полав'єха вдався до методів, подібних до методів Вейлера — Хосе Рісаля, головного філіппінського націоналістичного інтелектуала, було страчено. У середині 1897 року генерал Полав'єха був звільнений від командування генералом Фернандо Прімо де Рівера, який наприкінці року уклав угоду з повстанцями.

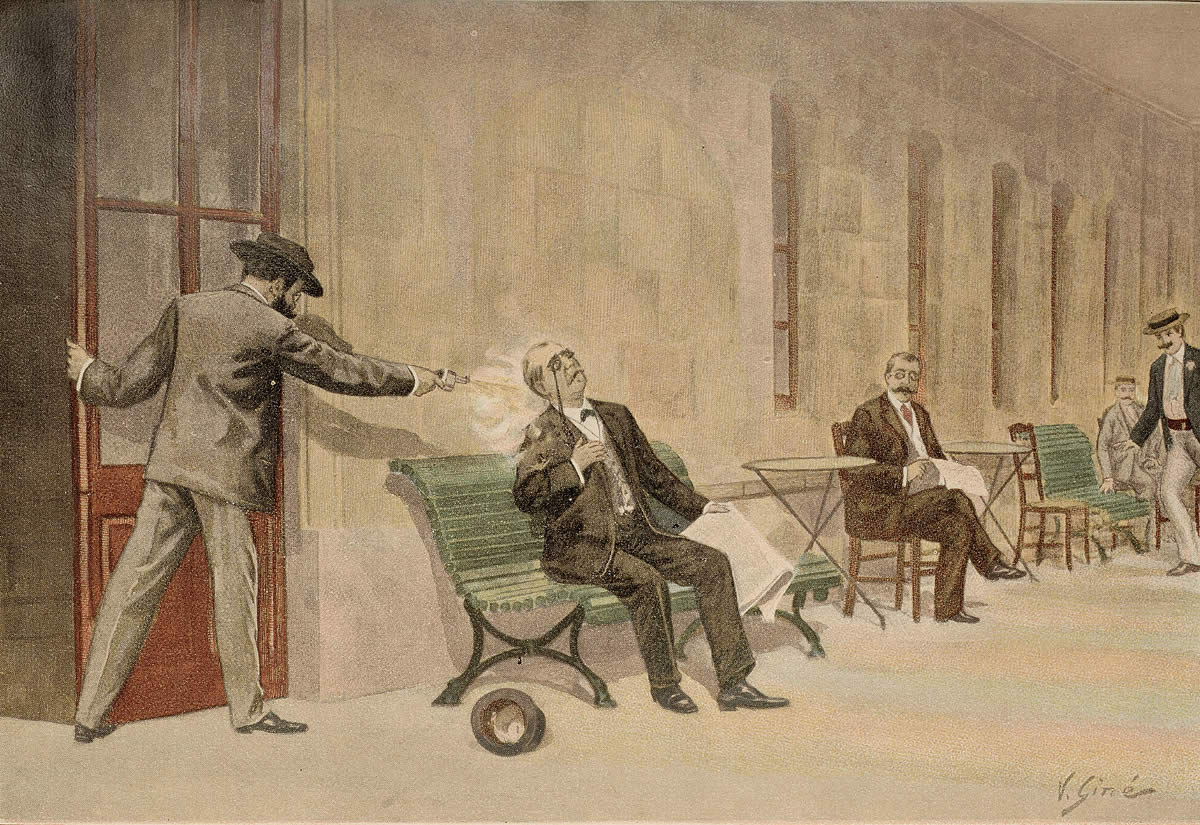
Ілюстрація вбивства президента уряду Кановаса дель Кастільйо у книзі Франсеска Пі-і-Марґаля.

8 серпня 1897 року Кановаса було вбито, і Сагаста, лідер Ліберальної партії, був змушений очолювати уряд у жовтні після короткого кабінету під головуванням генерала Марсело Аскарраги Палмеро. Одним із перших рішень, які він прийняв, було звільнення генерала Вейлера, чия сувора політика не давала результатів, і його замінив генерал Рамон Бланко і Еренас. Подібним чином, в останню спробу зменшити підтримку повстання, політичну автономію було надано Кубі — також Пуерто-Рико, де панував мир, — але це сталося надто пізно, і війна тривала. З іншого боку, іспанська політика на Кубі була зосереджена на задоволенні вимог Сполучених Штатів з метою уникнути війни будь-якою ціною, оскільки іспанські правителі усвідомлювали морську та військову неповноцінність Іспанії, хоча преса, з іншого боку, розгорнула антиамериканську кампанію іспанського піднесення.

### Іспано-американська війна

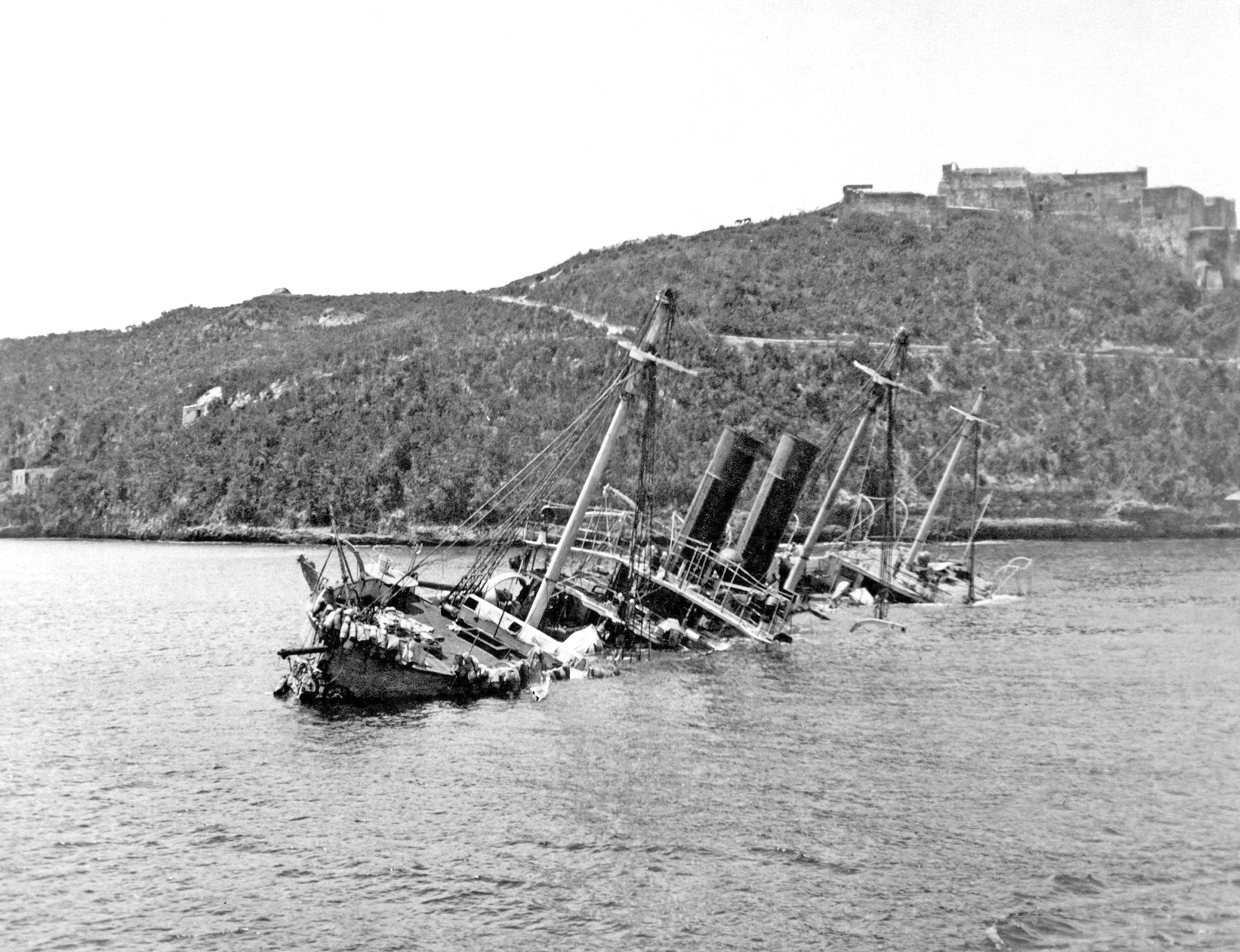
Іспанський крейсер Reina Mercedes, затонув біля входу в бухту Сантьяго-де-Куба.

Крім геополітичних і стратегічних причин, інтерес Північної Америки до Куби — і до Пуерто-Рико — був зумовлений зростаючою взаємозалежністю їхніх відповідних економік — інвестиціями північноамериканського капіталу; 80 % кубинського цукрового експорту вже йшло до Сполучених Штатів, а також завдяки симпатії до ідеї незалежності Куби, яка пробудилася серед громадської думки, особливо після того, як сенсаційна преса висвітлила жорстокі репресії, здійснені Вейлером, і розпочала антиіспанську кампанію з проханням за втручання північноамериканської армії на боці повстанців. Насправді американська допомога у вигляді зброї та постачання, що надходила через кубинську хунту під головуванням Томаса Естради Пальми та Кубинську лігу, «була вирішальною для запобігання підкоренню кубинських партизанів», за словами Суареса Кортіни. Американська позиція була радикальна з президентом-республіканцем Вільямом Мак-Кінлі, обраним у листопаді 1896 року, який відкинув автономістичне рішення, визнане його попередником, демократом Гровером Клівлендом, і чітко зробив ставку на незалежність Куби або анексію, — сказав американський посол у Мадриді. пропозиція про купівлю острова, яку іспанський уряд відхилив. Таким чином, надання автономії Кубі, схвалене урядом Сагасти — перший досвід такого типу в сучасній історії Іспанії — зовсім не задовольнило ні претензій Америки, ні претензій кубинських борців за незалежність, які продовжували війну. Відносини між США та Іспанією погіршилися, коли американська преса опублікувала приватний лист іспанського посла Енріке Дюпюї де Ломе до міністра Хосе Каналехаса, перехоплений кубинським шпигунством, у якому він назвав президента Мак-Кінлі «слабким і популістом, а також політиком, який хоче… щоб добре виглядати серед шовіністів із його партії».
У лютому 1898 року в гаванському порту, де він стояв на якорі, внаслідок вибуху затонув американський лінкор «Мейн» — загинули 264 матроси і два офіцери, а через два місяці, 19 квітня, Конгрес США прийняв резолюцію з вимогою незалежність Куби та уповноваження президента Мак-Кінлі оголосити війну Іспанії, що він і зробив 25 квітня. У резолюції Конгресу зазначалося, «що люди острова Куба є і мають право бути вільними, і що обов'язком Сполучених Штатів є вимагати, а, отже, уряд Сполучених Штатів вимагає, щоб іспанський Уряд негайно відмовився від своєї влади та панування над островом Куба та виведе з Куби та кубинських вод свої сухопутні та військово-морські сили». Причини вибуху Мейна досі невідомі, хоча "сучасні дослідження схиляються до того, що це був нещасний випадок, що підтверджує тезу, висунуту іспанською комісією, що вибух стався через внутрішні причини. Офіційний американський звіт приписав це, навпаки, зовнішніми причинами, і це було, за словами Послання Мак-Кінлі до Конгресу, «явним і явним доказом нестерпного стану справ на Кубі».

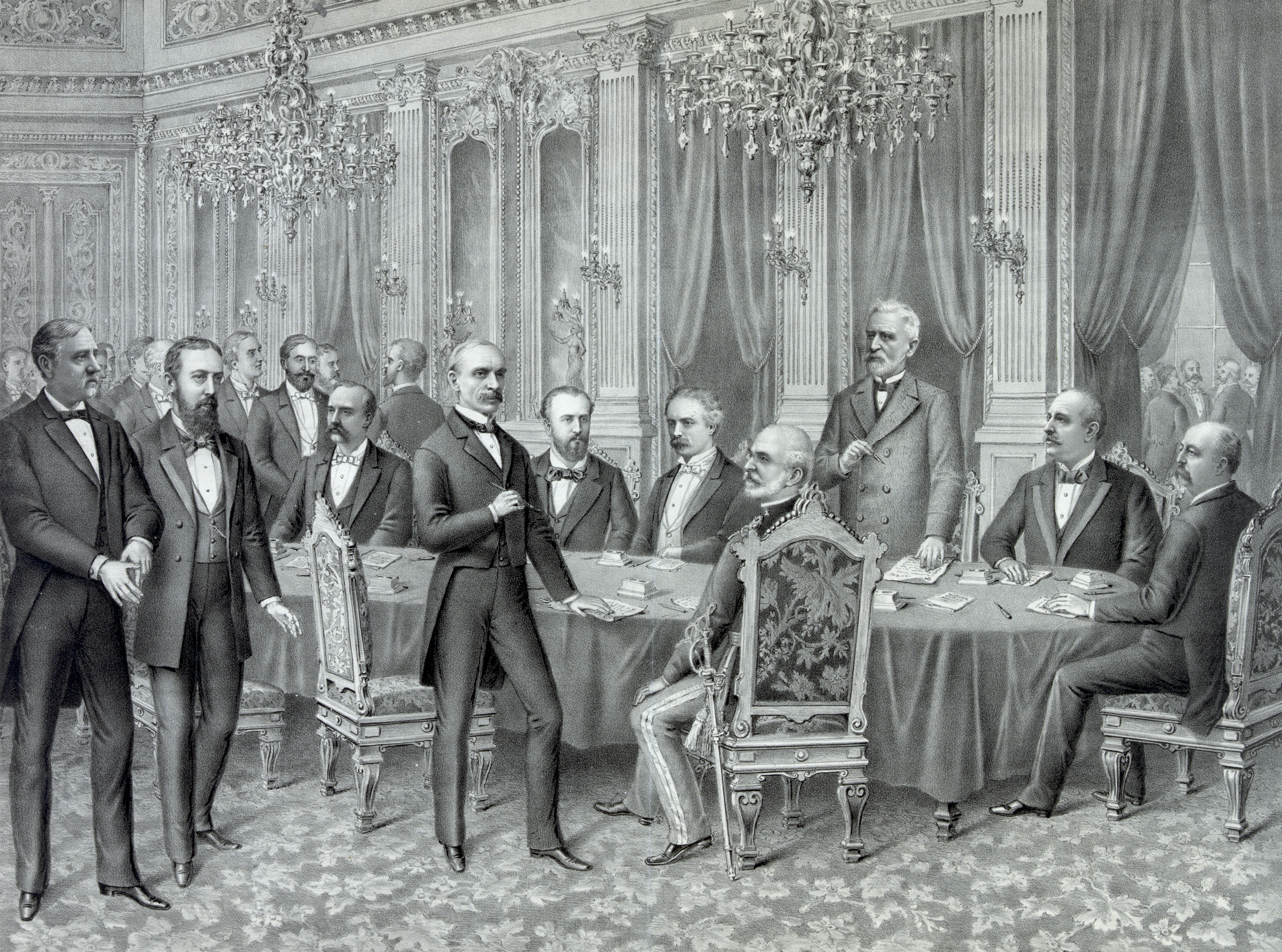
Переговори про Паризьку угоду у грудні 1898 р.

Іспано-американська війна була короткою і вирішилася на морі. 1 травня 1898 року іспанська ескадра на Філіппінах була потоплена американським флотом біля узбережжя Кавіте, а американські війська, що висадилися, зайняли Манілу через три з половиною місяці, а 3 липня те ж саме сталося з флотом, надісланим на Кубу під командуванням адмірала Сервери біля узбережжя Сантьяго-де-Куби — через кілька днів Сантьяго-де-Куба, друге за значенням місто на острові, потрапило в руки американських військ, які висадилися. Незабаром після цього американці окупували сусідній острів Пуерто-Рико. На Кубі були іспанські офіцери, які висловлювали «переконання, що мадридський уряд мав свідому мету знищити ескадру якомога швидше, щоб швидко досягти миру».
Що ще гірше, деякі з найкращих частин військово-морського флоту, такі як лінкор «Пелайо» чи крейсер «Карлос V», не втручалися у війну, незважаючи на те, що вони переважали своїх американських колег, посилюючи у деяких відчуття, що вони були свідками «контрольоване знищення» іспанським урядом некерованих колоній, які мали бути втрачені рано чи пізно, щоб запобігти краху режиму реставрації (насправді ті кілька володінь, які Іспанія зберегла після цієї війни, були продані в 1899 році Німеччині). Нарешті, в липні іспанський уряд звернувся з проханням про мирні переговори.

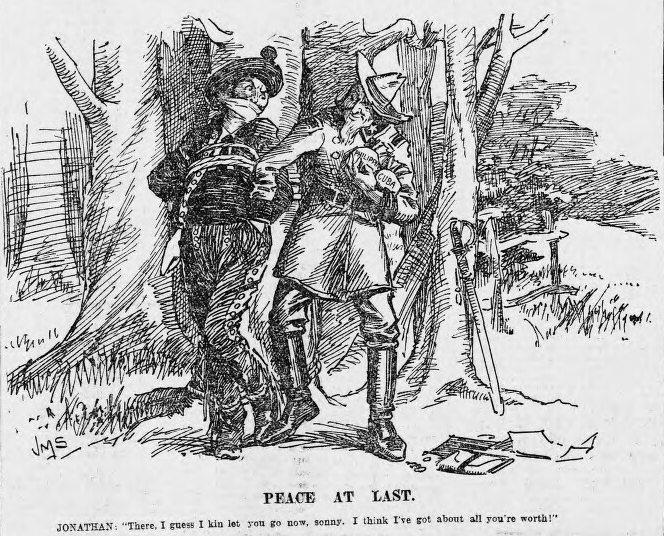
Американський сатиричний мультфільм про Паризьку угоду 1898 року, яка була підписана після поразки Іспанії в іспано-американській війні та поклала край останнім залишкам Іспанської імперії.

Дізнавшись про загибель двох флотів, уряд Сагасти запросив посередництва Франції для початку мирних переговорів зі Сполученими Штатами, які після підписання Вашингтонського протоколу 12 серпня почалися 1 жовтня 1898 року і завершилися з підписанням Паризької угоди 10 грудня. За цим договором Іспанія визнала незалежність Куби і передала Сполученим Штатам Пуерто-Рико, Філіппіни та острів Гуам на Маріанському архіпелазі. Наступного року Іспанія продала Німеччині за 25 мільйонів доларів останні залишки своєї колоніальної імперії в Тихому океані, Каролінські острови, Маріанські острови — без Гуаму — і Палау. «Більшість історіографів описує як абсурдну та марну війну проти США, яка ґрунтувалася на внутрішній логіці, згідно з якою було неможливо зберегти монархічний режим, якщо він не базувався на більш ніж передбачуваній військовій поразці», каже Суарес Кортіна. Точка зору, яку поділяє Карлос Дарде: «Як тільки почалася війна, іспанський уряд вважав, що в нього немає іншого виходу, окрім як воювати і програти. Вони вважали, що поразка — певна — є кращою, ніж революція — також певна». Надання «незалежності Кубі, не зазнавши військової поразки… означало б в Іспанії, більш ніж ймовірно, військовий переворот із широкою підтримкою народу та падіння монархії, тобто революцію». Як сказав голова іспанської делегації на паризьких мирних переговорах ліберал Еухеніо Монтеро Ріос: «Усе втрачено, крім монархії». Або, як сказав американський посол у Мадриді: політики династичних партій віддали перевагу «імовірності війни, з упевненістю втрати Куби, перед детронацією монархії».

### «Катастрофа 98-го» і «відродження».

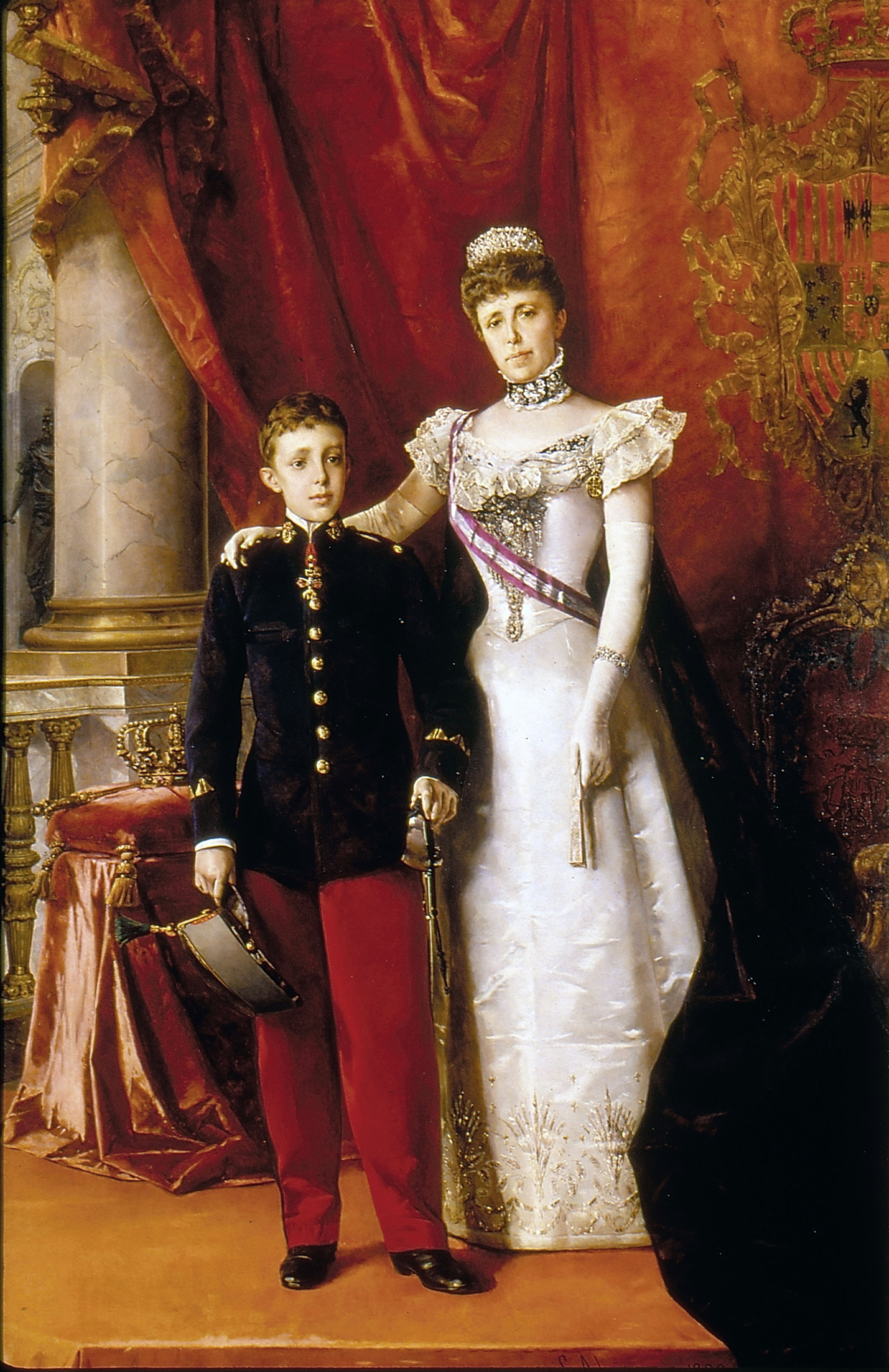
Регент Марія Крістіна Австрійська з сином майбутнім Альфонсом XIII, дванадцять років. Картина Луїса Альвареса Катала, 1898 рік.

Після поразки іспанський націоналістичний патріотичний підйом змінився почуттям розчарування, яке посилилося, коли стало відомо про загальну кількість загиблих під час війни: близько 56 000—2150 солдатів і офіцерів, убитих у боях, і 53 500 — через різні захворювання. Історик Мельчор Фернандес Альмагро, який був дитиною, коли війна закінчилася, згадував поранених і понівечених солдатів, які поверталися з колоніальної кампанії, «що ходили вулицями та площами в болісній і неминучій формі уніформи райділло, зведеної до лахміття, з похмурим надлишком милиць, рук у пращах і латок на виснаженому обличчі».
Однак це почуття не мало політичного відображення, оскільки і карлісти, і республіканці — за винятком Пі і Маргаля, який підтримував антиколоніалістичну позицію — підтримали війну та проявили себе як націоналісти, мілітаристи та колоніалісти, як партії повороту — лише соціалісти та анархісти залишилися вірними своїй інтернаціоналістичній, антиколоніалістичній та антивоєнній ідеології — і режим Реставрації зуміє подолати кризу.

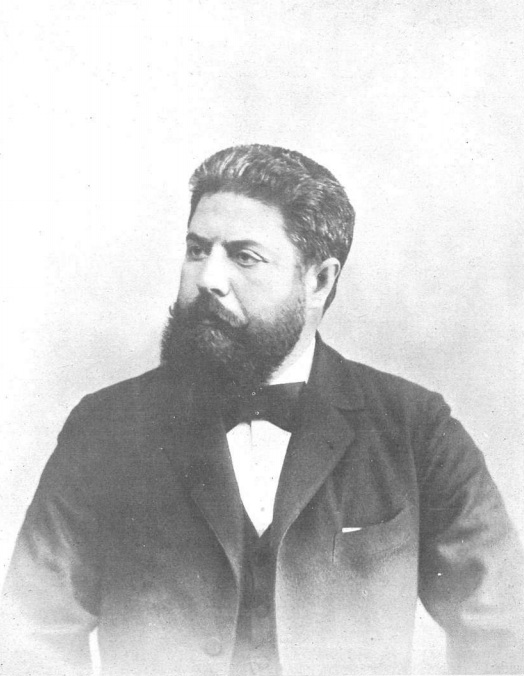
Хоакін Коста

У роки відразу після війни набрав сили регенераціонізм, течія думок, яка пропонувала необхідність «оживити» — відродити — іспанське суспільство, щоб «катастрофа 98 року» не повторилася. Ця течія повною мірою брала участь у тому, що називали літературою Катастрофи, яка вже почалася за кілька років до 1998 року — Лукас Мальяда опублікував Los males de la Patria у 1890 році — і яка мала на меті розмірковувати про причини, що призвели до ситуації «прострації», у якій опинилася іспанська нація — про що свідчить той факт, що Іспанія втратила свої колонії, тоді як решта основних європейських держав будували власні колоніальні імперії — і про те, що потрібно було зробити, щоб подолати це. Серед багатьох опублікованих праць були «Національна проблема» Рікардо Масіаса Пікавеа (1899), «Національна катастрофа і причини смерті» Даміана Ісерна (1900) і «Іспанський народ» доктора Мадразо «El pueblo español ha muerto?» (1903). У цій дискусії щодо «проблеми Іспанії» також брали участь письменники того, що роками пізніше буде названо, точніше, поколінням 98-го: Анхель Ганіве, Асорін, Мігель де Унамуно, Піо Бароха, Антоніо Мачадо, Раміро де Маезту тощо.

Але, безсумнівно, найвпливовішим автором регенераційної літератури був Хоакін Коста. У 1901 році він опублікував «Oligarquía y caciquismo», у якому вказав на політичну систему Реставрації як на головну причину «відсталості» Іспанії. Щоб «регенерувати» «хворий організм», яким була Іспанія в 1900 році, потрібен був «залізний хірург», щоб покласти край системі «олігархів і касіків» і сприяти змінам, заснованим на «школі і коморі».
Щоб стримати рух регресу й африканізації, абсолютного й відносного, що все далі й далі витягує нас із орбіти, у якій обертається й розвивається європейська цивілізація, здійснити перезаснування іспанської держави. За європейським зразком, який нам дала історія і чиєму тиску ми піддалися, щоб відновити кредит нашої нації перед світом, щоб не дати Сантьяго де Кубі знайти друге видання Сантьяго де Галісії? або іншими словами: заснувати нову Іспанію на півострові, тобто багату Іспанію, яка їсть, культурну Іспанію, яка думає, вільну Іспанію, яка керує, сильну Іспанію, яка перемагає, Іспанію, коротше кажучи, Іспанія, яка є сучасницею людства, яка, перетинаючи кордони, не відчуває себе чужою, наче потрапила на іншу планету чи в інше століття (…) і не проводимо час посеред нової Іспанії, ніби вона увійшла на іншу планету чи інше століття (…) і не проводимо час посеред нової Іспанії….) і що ми не переходимо за короткий час від нижчого класу до нижчої раси, тобто від васалів, якими ми були корінної олігархії, до колоністів, якими ми стали бути від французів, англійців і німців.
Хоакін Коста, Oligarquía y caciquismo, 1901.

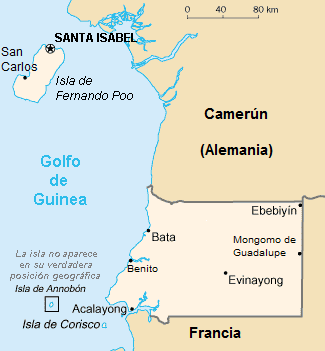
Карта іспанських володінь у Гвінейській затоці, придбаних за Паризьким договором 1900 року, що дало початок Іспанській Гвінеї, доки вона не стала незалежною в 1968 році як Екваторіальна Гвінея.

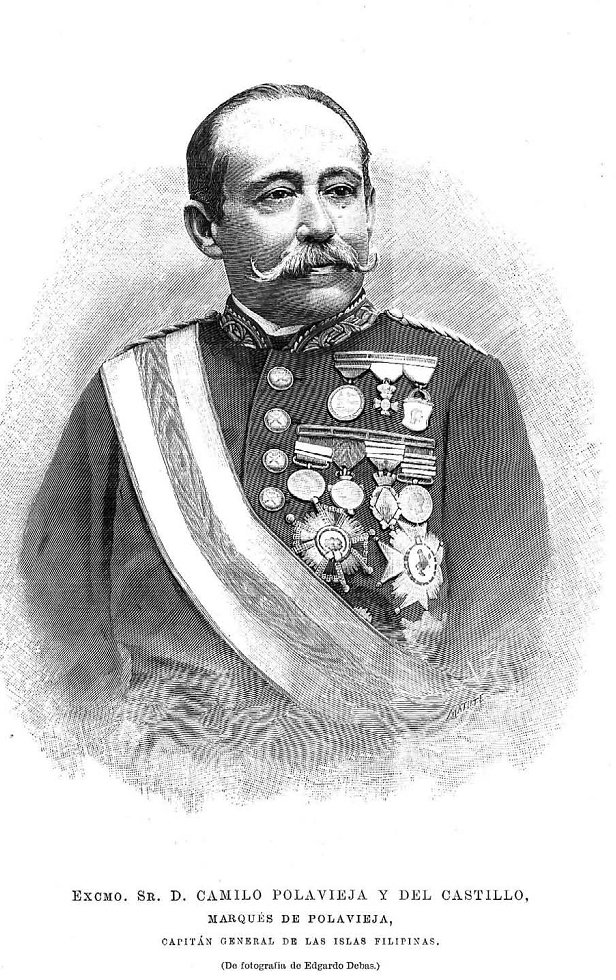
Генерал Каміло Полав'єха

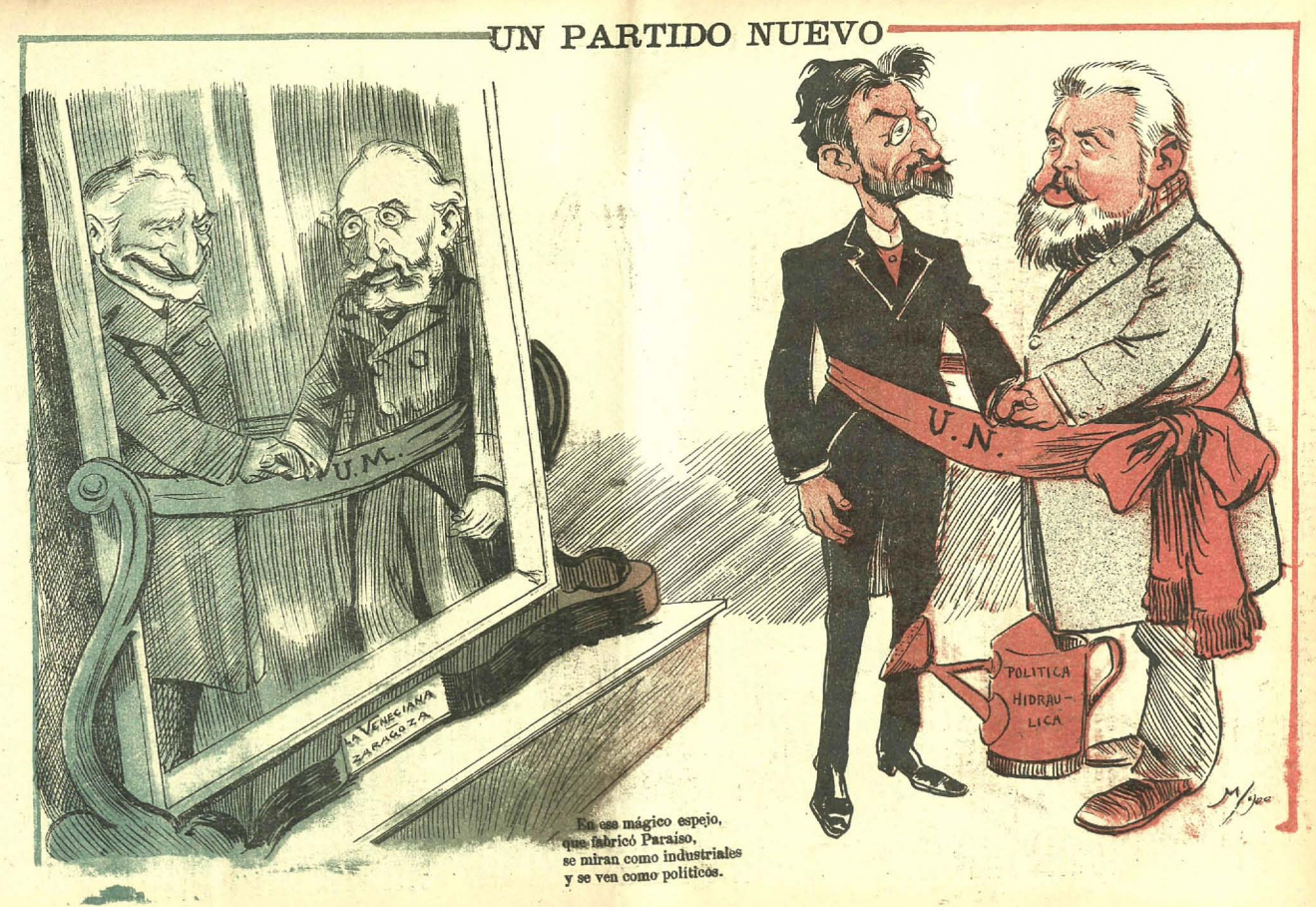
Нова партія, карикатура, опублікована 7 березня 1900 року в Gedeón, посилаючись на формування Національного союзу та зображуючи Базиліо Параїсо та Хоакіна Косту.

У березні 1899 року новий консервативний лідер Франсіско Сильвела очолив уряд, що стало великим полегшенням для Сагасти, який був на чолі держави під час катастрофи 98 року. Сильвела повторив вимоги «регенерації» суспільства та політичної системи — він сам характеризував ситуацію як ситуацію в країні «без пульсу» — що було перетворено на низку реформаторських заходів. Проект Сілвели — і генерала Полав'єхи, військового міністра — складався з «консервативної формули відновлення, яка намагалася захистити патріотичні цінності в період національної кризи».
Найважливішою реформою була податкова реформа, проведена міністром фінансів Раймундо Фернандесом Вільяверде, яка була розроблена для того, щоб подолати важку фінансову ситуацію в державі внаслідок збільшення державних витрат, спричинених війною, і зупинити амортизацію песети та зростання цін — з подальшим зростанням народного невдоволення. Ця реформа супроводжувалася ухваленням у 1900 році перших двох соціальних законів в історії Іспанії, які просував міністр Едуардо Дато: один про нещасні випадки на виробництві, а інший — про працю жінок і дітей. Сілвела також намагався інтегрувати у свій уряд каталонський націоналізм, представлений Регіоналістською Лігою, яка щойно увірвалася в громадське життя, але міністр благодаті та юстиції Мануель Дюран-і-Бас пішов у відставку.

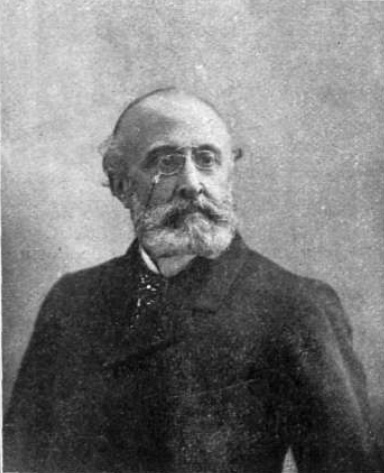
Франсіско Сильвела (1903), наступник Антоніо Кановаса дель Кастільйо на чолі Консервативної партії.

Єдиним важливим опозиційним рухом, з яким довелося зіткнутися консервативному уряду Сильвели, був страйк платників податків — або «tancament de caixes», буквально «закриття каси» в Каталонії, який пропагував між квітнем і липнем 1900 року Національна ліга виробників, організація створена регенератором Хоакіном Костою та Торговими палатами на чолі з Базиліо Параїсо. Але цей рух, який вимагав політичних та економічних змін, закінчився невдачею, а Національний союз, що виник із нього, розпався, особливо коли баскська та каталонська буржуазія покинули його та почали підтримувати уряд Сильвели. Тоді Хоакін Коста звернувся до республіканізму.

Внутрішні розбіжності — головним чином результат протидії генерала Полав'єхи скороченню державних витрат, запропонованого Фернандесом Вільяверде для досягнення збалансованого бюджету, оскільки це суперечило його вимогам щодо збільшення економічних асигнувань на модернізацію армії — стали причиною падіння Уряд Сильвели в жовтні 1900 р. Його наступником став генерал Марсело Аскаррага Палмеро, уряд якого проіснував лише п'ять місяців. У березні 1901 року ліберал Сагаста повернувся, щоб очолити уряд, який став останнім із регентства Марії Крістіни Австрійської та першим з ефективного правління Альфонсо XIII.

Більшість каталоністів підтримали надання автономії Кубі, оскільки вони вважали це прецедентом для досягнення автономії Каталонії, але пропозиція Франсеска Камбо про те, що Unió Catalanista повинна зробити декларацію на користь кубинської автономії з можливістю досягнення незалежності не знайшли підтримки.

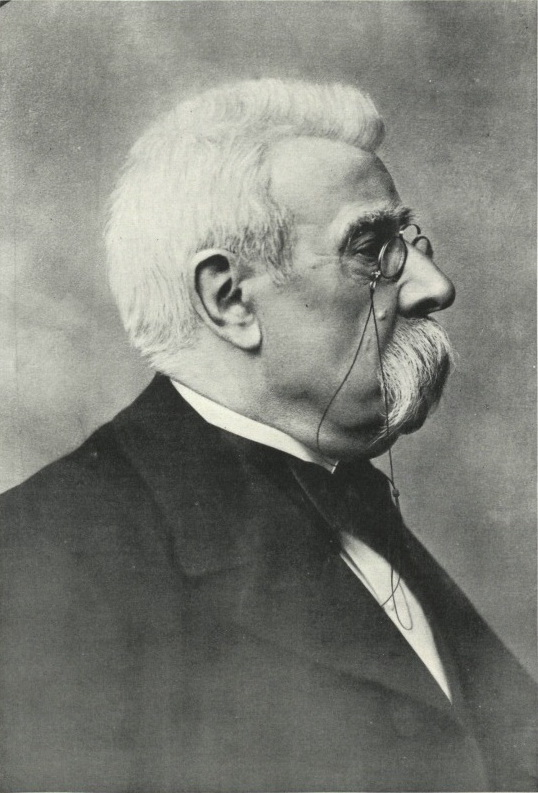
Мануель Дюран-і-Бас

Після поразки Іспанії в іспано-американській війні каталонський регіоналізм пережив сильний поштовх, у результаті чого в 1901 році народилася Регіональна ліга. Це сталося в результаті злиття Регіоналістичного союзу, заснованого в 1898 році, і Національний центр Каталонії, який об'єднав групу, що відкололася від Каталонського союзу на чолі з Енріком Прат-да-ла-Рібою та Франсеском Камбо. Причиною розриву було те, що останній, усупереч думці більшості Союзу, захищав співпрацю з консервативним урядом Сильвели — один із них, Мануель Дюран-і-Бас, був його частиною; і особи, близькі до каталонізму, зайняли мерії Барселони, Таррагони та Реуса, а також єпископства Барселони та Віка, хоча вони остаточно порвали з Консервативною партією, коли їхні вимоги — економічна угода, єдина провінція, зменшення фіскального тиску — не були прийняті. Відповіддю став закриття ящиків і відхід Дюрана-і-Баса з уряду та відставка доктора Бартомеу Роберта з поста мера Барселони. Невдача зближення з іспанськими консерваторами не призвела до зникнення нової Lliga Regionalista; навпаки, вона знаходила дедалі більшу підтримку серед багатьох верств каталонської буржуазії, розчарованих у партіях повороту. Це призвело до її тріумфу на муніципальних виборах у Барселоні 1901 року, що означало кінець шахрайства та фальсифікації виборів у місті.

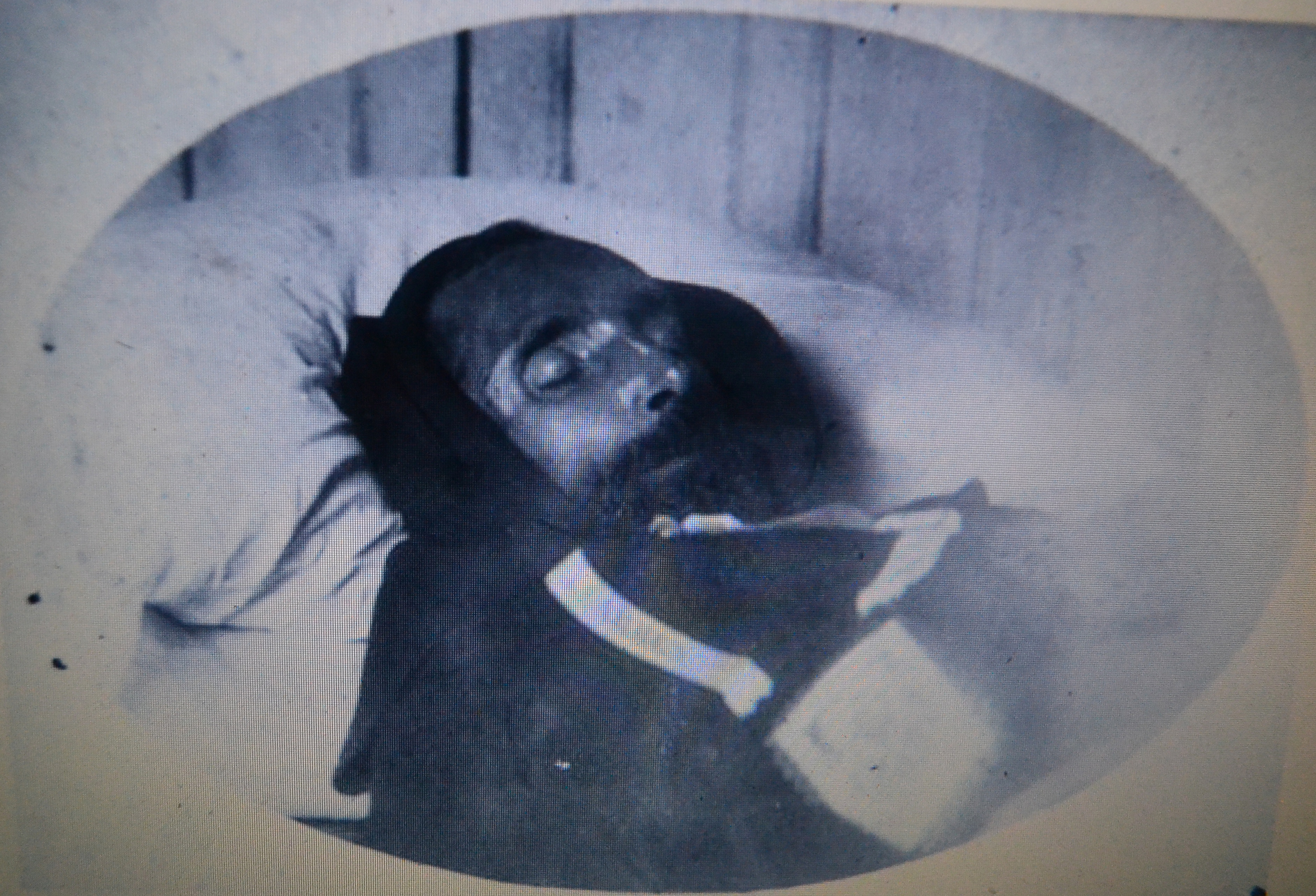
Поминки Сабіно Арана (листопад 1903 р.)

Що стосується Країни Басків, то PNV у 1898 році все ще була політичною групою з майже жодними філіями та чия присутність була обмежена Більбао, і вона навіть не мала власної газети після зникнення Baserritarra минулого року через економічні проблеми. Крім того, її можливості впливу були обмежені хвилею іспанського націоналістичного піднесення, спровокованої іспано-американською війною — під час демонстрації будинок Арана в Більбао закидали камінням. Але той самий 1898 рік повністю змінив ситуацію PNV — яка разом із PSOE була єдиними двома баскськими політичними групами, які виступили проти війни — завдяки вступу до PNV групи Euskalerriac, яка забезпечила їй «політичні кадри, тижневик Euskalduna та економічні ресурси, оскільки ці fueristas були буржуазними, пов'язаними з промисловістю та торгівлею, особливо його лідер Рамон де ла Сота», і що, проти незалежності Арана, захищав автономію для Країни Басків, таким чином наближаючи до підходи каталанізму. Підтримка euskalerriacos була вирішальною для того, щоб у вересні 1898 року Арана був обраний депутатом провінції Біская від Більбао. З цього моменту Арана пом'якшив свої найбільш радикальні, антикапіталістичні та антиіспанські підходи, і навіть в останній рік свого життя він відмовився від незалежності Еускаді та виступав за «наскільки радикальну автономію в рамках єдності Іспанської держави», іспаністська еволюція, яку багато обговорювали його одновірці після його смерті — 25 листопада 1903 року — у віці лише 38 років.

1. 
2. 
3. 
4. 
5. 
6. 
7. 
8. 
9. 
10. 
11. 
12. 
13. 
14. 
15. 
16. 
17. 
18. 
19. 
20. 
21. 
22. 
23. 
24. 
25. 
26. 
27. 
28. 
29. 
30. 
31. 
32. 
33. 
34. 
35. 
36. 
37. 
38. 
39. 
40. 
41. 
42. 
43. 
44. 
45. 
46. 
47. 
48. 
49. 
50. 
51. 
52. 
53. 
54. 
55. 
56. 
57. 
58. 
59. 
60. 
61. 
62. 
63. 
64. 
65. 
66. 
67. 
68. 

- Bravo Nieto, Antonio (2004). Las nuevas fronteras españolas del siglo XIX: la arquitectura de los fuertes neomedievales de Ceuta y Melilla. Arquitectura Militar Neomedieval en el Siglo XIX: Los Fuertes Exteriores de Melilla. Ministerio de Defensa. Instituto de Cultura Mediterránea: 5—20. ISBN 84-9781-227-1.
- Carrasco González, Antonio M. (2012). El reino olvidado: cinco siglos de historia de España en África. La Esfera de los Libros. ISBN 9788499707297.
- Dardé, Carlos (1996). La Restauración, 1875-1902. Alfonso XII y la regencia de María Cristina (ісп.). Madrid: Historia 16-Temas de Hoy. ISBN 84-7679-317-0.
- De la Granja, José Luis; Beramendi, Justo; Anguera, Pere (2001). La España de los nacionalismos y las autonomías (ісп.). Madrid: Síntesis. ISBN 84-7738-918-7.
- Montero, Feliciano (1997). La Regencia (1885-1902). У Montero, Feliciano (ред.). Historia de España. Vol. XI. La Restauración. De la Regencia a Alfonso XIII (ісп.). Madrid: Espasa Calpe. ISBN 84-239-8959-3.
- Suárez Cortina, Manuel (2006). La España Liberal (1868-1917). Política y sociedad (ісп.). Madrid: Síntesis. ISBN 84-9756-415-4.

### «Регенераційні» уряди (1898—1902)

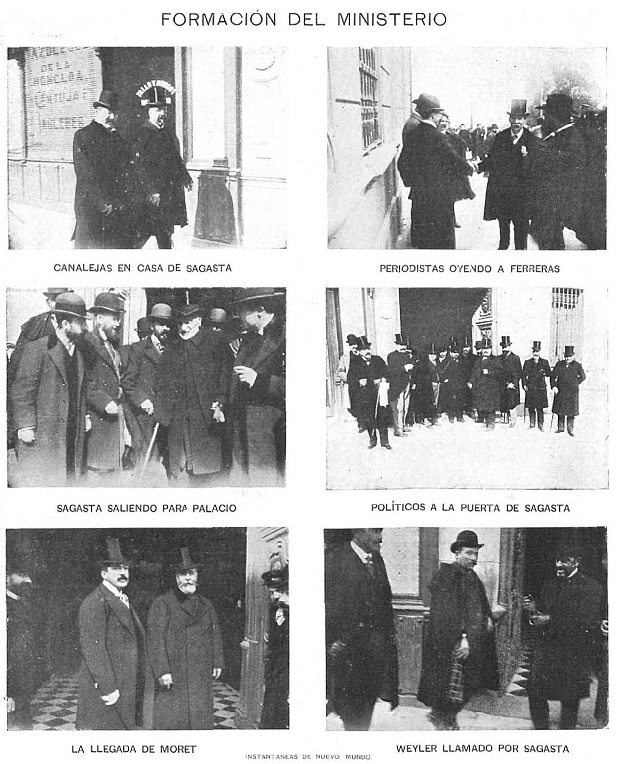
Формування уряду Сагасти 1901 р.